# Cartof
Cartoful (Solanum tuberosum) este o plantă erbacee din familia solanaceelor, cu flori albe sau violete și tulpini subterane terminate cu tuberculi de formă rotundă, ovală sau alungită. Planta este cultivată pentru acești tuberculi care sunt comestibili, bogați în amidon, motiv pentru care sunt folosiți în alimentație, dar și ca furaj.
Cartofii sunt originari din America de Sud, din regiunea Munților Anzi. În perioada precolumbiană, în zonele aflate azi în Chile, Peru, Ecuador și Columbia, se cultivau circa 200 de specii de cartof.
După orez, grâu și porumb, cartofii reprezintă a patra sursă de energie alimentară.
Cartofii sunt cultivați în peste 120 de țări și sunt consumați zilnic de peste un miliard de oameni.
În anul  2007, recolta totală de cartofi a fost de 300 de milioane de tone.
De la cartofi se consumă numai tulpina subterană , lipsită de solanină.

## Etimologie
În limba română, „cartof” derivă din germanul Kartoffel, cuvânt care derivă prin intermediul limbii italiene din latinescul tuber („umflătură”).

## Istorie
Cartoful a fost descoperit în Peru, de către spanioli, cam pe la 1530 și introdus, puțin după aceea, în Spania și în Italia. 

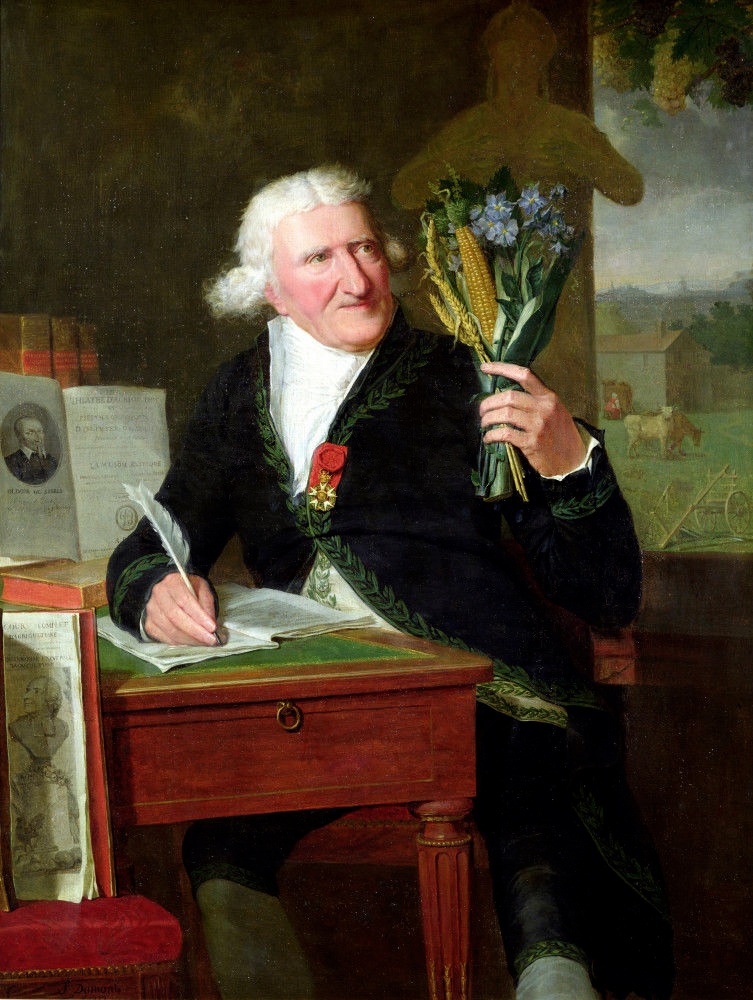
Portretul lui Parmentier

Originar din Chiloè, arhipelag al Pacificului, la sud de Chile, Patata incașilor a fost importată în Spania și în țările din sudul Europei către 1540. Patruzeci de ani mai târziu, amiralul englez Raleigh o introduce în Insulele Britanice și în Țările de Jos. În vremea aceea, cartoful trecea drept toxic pentru om, riscând să-i dea lepra, și nu servea decât la hrănirea vitelor.
Un farmacist al armatelor franceze, prizonier în Germania, îl descoperă la fiecare masă în gamela lui. Întors în Franța, în 1763 „spițerul Armatelor”, Antoine-Augustin Parmentier, se încumetă să facă tot posibilul ca leguma să fie adoptată în Franța, încercând să găsească un leac al foametei. Însă, o violentă opoziție se declanșează și, în anumite provincii, se interzice cultivarea „plantei dăunătoare”. Parmentier a izbutit, totuși, să-i convingă pe Franklin, pe Lavoisier și pe rege, care își împodobește butoniera cu flori de cartofi.
Planta nu era apreciată în Franța decât pentru calitățile ei ornamentale. În secolul al XVIII-lea, Parmentier s-a străduit s-o introducă în alimentație și nu fără greutăți: primii cartofi aveau un gust acru. Parmentier a perfecționat metodele de semănat și a înmulțit speciile, ceea ce, în cele din urmă, i-a permis să obțină varietăți cunoscute în zilele noastre. Totuși, populația rămânea neîncrezătoare. În 1771, Academia de Medicină din Paris conchide că tuberculul e nedăunător și recomandă folosirea sa.
Pentru a trezi interesul, chibzuit susținut de Ludovic al XVI-lea, Parmentier a recurs la numeroase subterfugii. El a intervenit pentru plantarea de terenuri cu cartofi la periferia Parisului (astăzi cartierele la Porte Maillot și Grenelle) și „a pus să fie păzite în mod ostentativ ziua, ca să îndemne populația să le fure noaptea”.

## Descriere

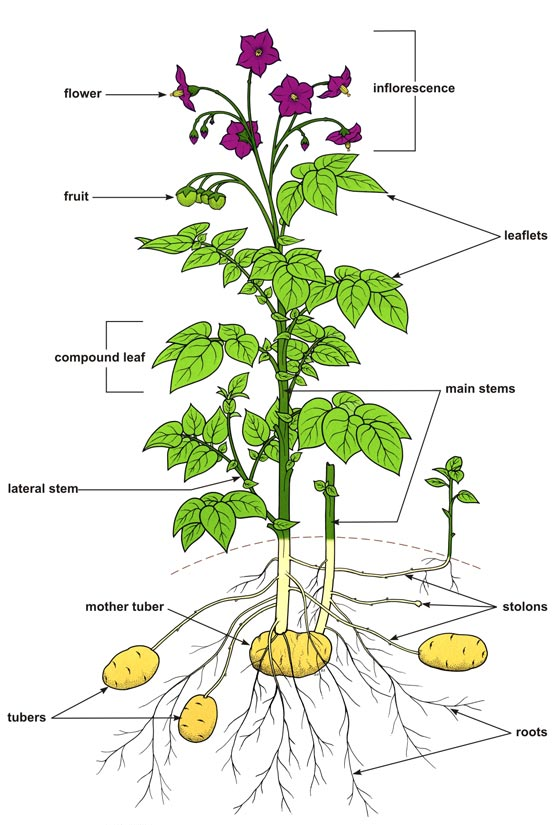
Diagrama morphologiei S. tuberosum. Tuberculii se formează la capătul unor stoloni, deci sunt un fel de tulpină modificată și nu o rădăcină.

Morfologia internă și externă a tubercului de cartof (în engl.)

Plantele de cartofi sunt plante erbacee perene care cresc până la aproximativ 60 cm înălțime, în funcție de soi, frunzele murind după înflorire, fructificare și formarea tuberculilor. Are flori albe, roz, roșii, albastre sau violete cu stamine galbene. Cartofii sunt în mare parte polenizați de insecte, cum ar fi bondarii, care transportă polen de la alte plante de cartofi, deși are loc și o cantitate substanțială de autofertilizare. Tuberculii se formează ca răspuns la scăderea duratei zilei, deși această tendință a fost redusă la minimum în soiurile comerciale.
După înflorire, plantele de cartofi produc mici fructe verzi care seamănă cu roșiile verzi cherry, fiecare conținând aproximativ 300 de semințe. Ca toate părțile plantei, cu excepția tuberculilor, fructele conțin alcaloidul toxic solanină și, prin urmare, sunt toxice. Toate soiurile noi de cartofi sunt cultivate din semințe, numite și „sămânță de cartofi adevărată”, „TPS” sau „sămânță botanică” pentru a o deosebi de tuberculii de semințe. Noile soiuri crescute din sămânță pot fi înmulțite vegetativ prin plantarea de tuberculi, bucăți de tuberculi tăiați pentru a include cel puțin unul sau doi ochi sau butași, o practică folosită în sere pentru producerea de tuberculi de semințe sănătoși. Plantele înmulțite din tuberculi sunt clone ale părintelui, în timp ce cele propagate din semințe produc o gamă de soiuri diferite.
Cartofii, atât S. tuberosum, cât și majoritatea rudelor sale sălbatice, sunt auto-incompatibili: nu dau fructe viabile atunci când sunt autopolenizați. Această trăsătură este problematică pentru ameliorarea culturilor, deoarece toate plantele produse sexual trebuie să fie hibrizi. Gena responsabilă pentru această trăsătură, precum și mutațiile care o dezactivează sunt acum cunoscute. Autocompatibilitatea a fost introdusă cu succes atât la cartofii diploizi (inclusiv o linie specială de S. tuberosum) prin CRISPR-Cas9. Plantele care au o genă „Sli” produc polen care este compatibil cu propriul părinte și cu alte plante care au cu gene S similare. Această genă a fost clonată recent de Universitatea Wageningen și Solynta în 2021, ceea ce ar permite o reproducere a cartofilor mai rapidă și mai focalizată.
Hibridizarea diploidă a catofolui este o arie recentă în cercetarea geneticii cartofului care s-a dezvoltat rapid prin  constatarea că homozigiditatea și fixarea simultană a alelelor donatoare sunt posibile. Speciile de cartofi sălbatici utile pentru reproducere pot include S. desmissum și S. stoloniferum, printre altele.

## Conținut
Cartofii conțin amidon, vitamina C, fibre, proteine și mult potasiu.

### Biosinteza amidonului
Zaharoza este un produs al fotosintezei. Ferreira et al. (2010) au descoperit că genele pentru biosinteza amidonului încep să fie transcrise în același timp cu începerea activității sintetazei zaharozei. Transcripția sintetazei amidonului și zaharozei prezintă un ritm diurn, corelat cu aportul de zaharoză care vine din frunze.

### Toxicitate
Cartofii cruzi conțin compuși toxici numiți glicoalcaloizi, dintre care cei mai răspândiți sunt solanina și chaconina. Solanina se găsește în alte plante din aceeași familie, Solanaceae, care include plante cum ar fi mătrăguna (Atropa belladonna), măselarița (Hyoscyamus niger), ciumăfaia (Datura stramonium) și tutunul (Nicotiana tabacum), precum și plantele alimentare vinete și roșii. Acești compuși, care protejează planta de cartofi de prădătorii săi, sunt în general concentrați în frunzele, florile, mugurii și fructele sale (spre deosebire de tuberculi). Într-un rezumat al mai multor studii, conținutul de glicoalcaloizi a fost în ordine de la cel mai mare la cel mai mic: flori, muguri, frunze, coaja de tubercul, rădăcini, fructe,  tulpini și miez de tubercul.
Expunerea la lumină, deteriorarea fizică și îmbătrânirea cresc conținutul de glicoalcaloizi din tubercul. Gătitul la temperaturi de peste 170 °C distruge parțial aceste substanțe. Otrăvirea cu glicoalcaloizi poate provoca dureri de cap, diaree, crampe și, în cazuri severe, comă și moarte. Cu toate acestea, otrăvirea de la soiurile de cartofi cultivate este foarte rară. Expunerea la lumină produce înverzire prin sinteză de clorofilă, oferind un indiciu vizual asupra zonelor tuberculului care ar fi devenit mai toxice.
Diferite soiuri de cartofi conțin niveluri diferite de glicoalcaloizi. Concentrația de glicoalcaloizi din S. jamesii (un cartof sălbatic) este suficientă pentru a produce efecte toxice la om. Soiul comercial „Lenape” a fost lansat în 1967, dar a fost retras în 1970, deoarece conținea niveluri ridicate de glicoalcaloizi. De atunci, crescătorii care dezvoltă noi soiuri testează acest lucru și, uneori, trebuie să renunțe la un soi altfel promițător. Crescătorii încearcă să mențină nivelurile de glicoalcaloizi sub 200 mg/kg. Cu toate acestea, atunci când aceste soiuri comerciale se înverzesc, ele se pot apropia în continuare de concentrații de solanină de 1.000 mg/kg. La cartofii normali, analiza a arătat că nivelurile de solanină pot fi de până la 3,5% care este limita maximă a crescătorilor, dar s-au găsit și niveluri de 7–187 mg/kg. În timp ce un tubercul normal de cartof are 12–20 mg/kg conținut de glicoalcaloizi, un tubercul de cartof verde conține 250–280 mg/kg și coaja sa are între 1.500–2.200 mg/kg.

### Gust și miros
Există aproximativ 140 de compuși chimici găsiți în cartofii cruzi, fierți sau deshidratați care sunt responsabili pentru gustul și mirosul tuberculului. Cei mai importanți sunt 1-octen-3-ol, (E)-2-octenol, (E)-2-octanal și geraniol, precum și 2-izopropil-3-metoxipirazina, care produce nota „pământoasă” în miros si gust. Derivații de pirazină sunt cei care dau aroma specifică cartofilor copți.

## Sinonime taxonomice
Solanum tuberosum are cel puțin 438 de sinonime taxonomice.

## Cultivare

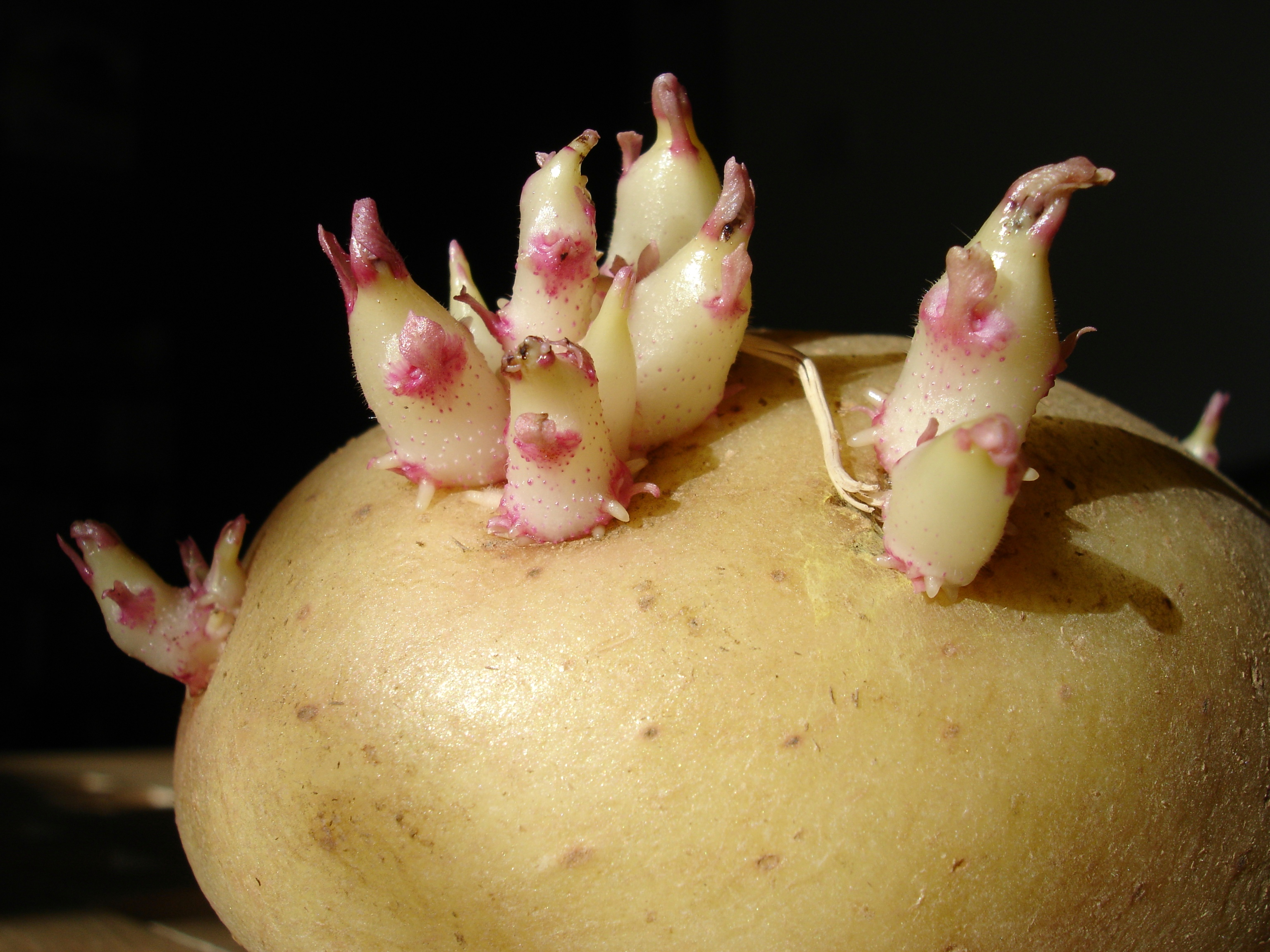
Tulpinile cartofului prezintă, la baza lor, mici rădăcini

Există aproximativ 5.000 de soiuri de cartofi în întreaga lume, dintre care 3.000 se găsesc numai în Anzi, în principal în Peru, Bolivia, Ecuador, Chile și Columbia. Peste 100 de soiuri pot fi găsite într-o singură vale și o duzină sau mai multe ar putea fi întreținute de o singură gospodărie agricolă. Soiurile aparțin la opt sau nouă specii, în funcție de școala taxonomică. În afară de cele 5.000 de soiuri cultivate, există aproximativ 200 de specii și subspecii sălbatice, dintre care multe pot fi încrucișate cu soiuri cultivate. Încrucișarea a fost făcută în mod repetat pentru a transfera rezistențele la anumiți dăunători și boli din fondul genetic al speciilor sălbatice în fondul genetic al speciilor de cartofi cultivate. 

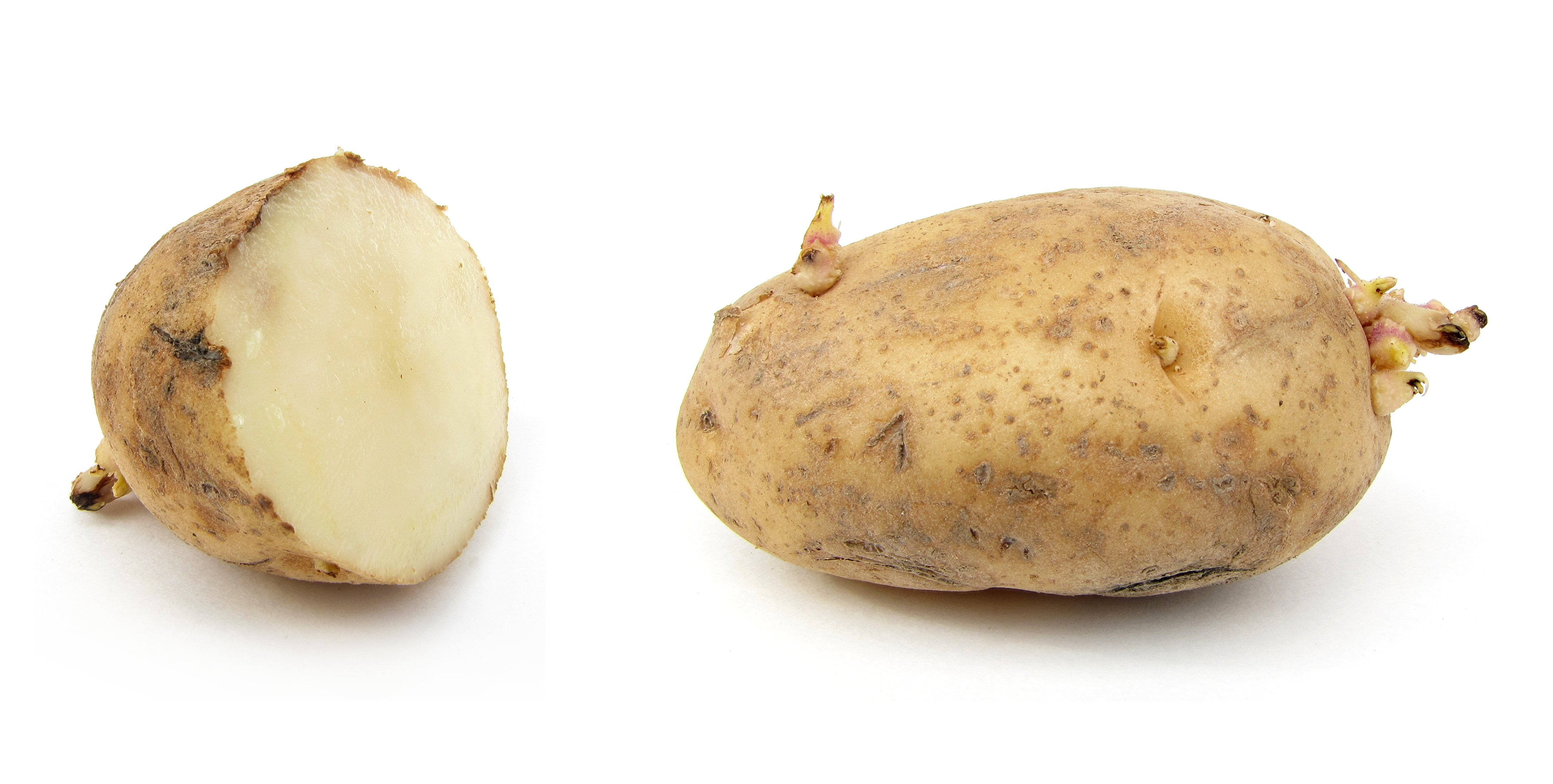
cartofi „ruginii (Russet)”

Principala specie cultivată la nivel mondial este S. tuberosum (un tetraploid cu 48 de cromozomi), iar soiurile moderne ale acestei specii sunt cele mai cultivate. Există, de asemenea, patru specii diploide (cu 24 de cromozomi): S. stenotom, S. Phureja, S. goniocalyx și S. ajanhuiri. Există două specii triploide (cu 36 de cromozomi): S. chaucha și S. juzepczukii. Există o specie cultivată pentaploidă (cu 60 de cromozomi): S. curtilobum. Există două subspecii majore de S. tuberosum : andigena sau andină; și tuberosum sau chilian. Cartoful andin este adaptat la condițiile de zile scurte predominante în regiunile muntoase ecuatoriale și tropicale de unde a provenit; cu toate acestea, cartoful chilian, originar din Arhipelagul Chiloé, este adaptat condițiilor de zile lungi predominante în regiunea de latitudine mai mare din sudul Chile.
Centrul Internațional pentru Cartofi, cu sediul în Lima, Peru, deține 4.870 de tipuri de germoplasmă de cartofi, dintre care majoritatea sunt soiuri tradiționale de rasă locală. Consorțiul internațional de secvențiere a genomului cartofului a anunțat în 2009 că a realizat un proiect de secvență a genomului cartofului, care conține 12 cromozomi și 860 de milioane de perechi de baze, ceea ce face cartoful o plantă cu un genom de dimensiuni medii.
Diversitatea găsită în ruda ancestrală și sălbatică Solanum se găsește rar în afara zonei originale din America de Sud. Acest lucru face ca aceste specii sud-americane să fie foarte valoroase în reproducere. De exemplu, o  o specie de cartofi sălbatici, S. fendleri, regăsită în America de Nord, este folosit în reproducerea cartofului pentru a dobandi plante rezistente la o specie de nematod care atacă cartofii de cultură. Un centru secundar de variabilitate genetică a cartofului este Mexicul, unde se găsesc specii sălbatice importante care au fost utilizate pe scară largă în reproducerea modernă, cum ar fi hexaploidul S. demissum, ca sursă de rezistență la boala devastatoare produsă de Phytophthora infestans. Alte rude sălbatice, cum ar fi S. bulbocastanum, au fost folosite pentru a modifica genetic cartoful pentru a rezista la Phytophthora infestans.

### Soiuri
Există aproape 4.000 de soiuri de cartofi, fiecare având atribute agricole sau culinare specifice. Aproximativ 80 de soiuri sunt disponibile comercial în Marea Britanie. În general, soiurile sunt clasificate în câteva grupuri principale pe baza caracteristicilor comune, cum ar fi cartofii roșii (coaja brună aspră), cartofii roșii, cartofii albi, cartofii galbeni (numiți și cartofi Yukon) și cartofii violeti.

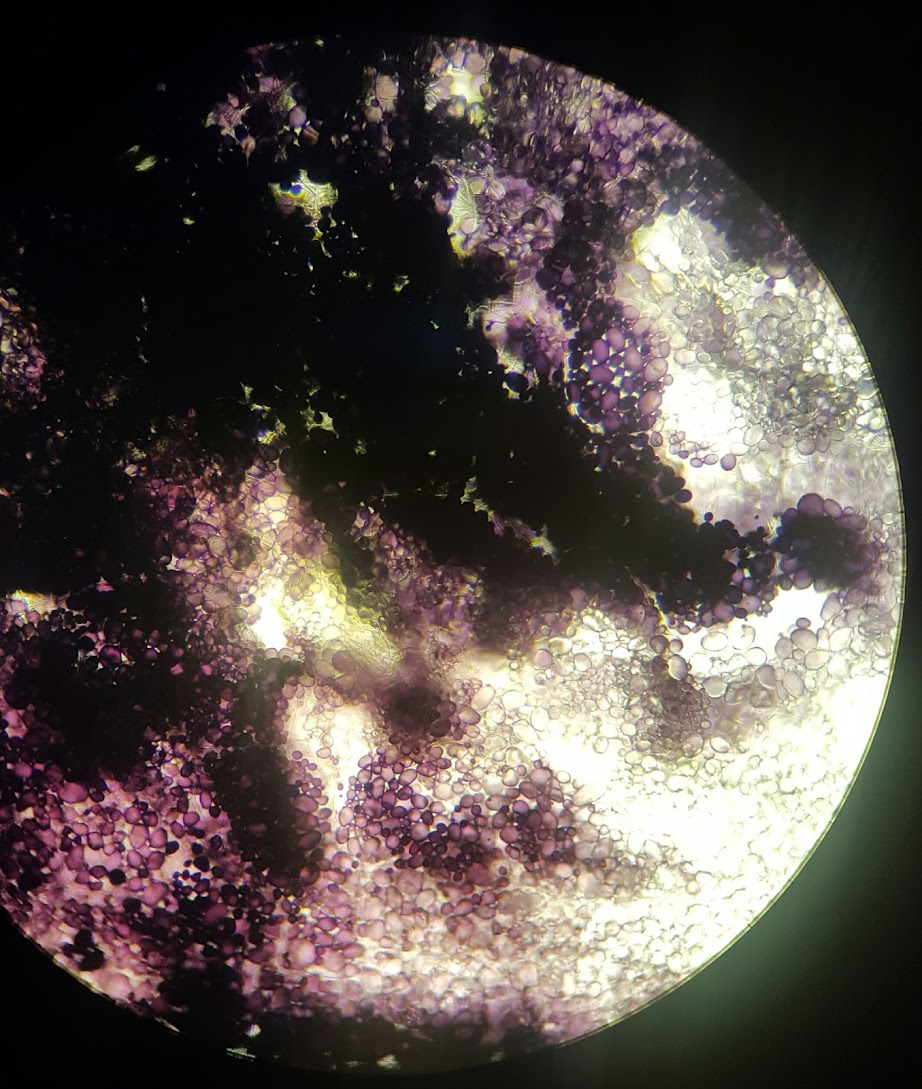
O secțiune subțire a unui cartof sub microscop. A fost tratat cu un colorant pe bază de iod care se leagă de amidon, transformându-l în violet, arătând conținutul ridicat de amidon.

În scopuri culinare, soiurile sunt adesea diferențiate prin conținutul de amidon: cartofii de copt (20–22% amidon) și cartofii de fiert (16–18%). Distincția poate apărea și din variația raportului comparativ dintre doi compuși diferiți ai amidonului din cartofi: amiloză și amilopectină. Amiloza, o moleculă cu lanț lung, difuzează din granula de amidon atunci când este gătită în apă și se pretează la feluri de mâncare în care cartofii sunt făcuți piure. Soiurile care conțin un conținut puțin mai mare de amilopectină, care este o moleculă foarte ramificată, ajută cartoful să-și păstreze forma după ce a fost fiert în apă. Cartofii care sunt buni pentru a face chipsuri de cartofi sunt uneori numiți cartofi „chipping”, ceea ce înseamnă că îndeplinesc cerințele de bază ale caracteristicilor varietale similare, fiind fermi, destul de curați și destul de bine formați.
Cartofii imaturi pot fi vânduți proaspeți drept „carttofi noi” și sunt deosebit de apreciați pentru gustul lor. De obicei, sunt mici și fragezi, cu o coajă subțire și conțin un nivel mai scăzut de amidon decât alți cartofi. În Statele Unite, acestea sunt, în general, fie un cartof Yukon Gold, fie un cartof roșu. În Marea Britanie, Jersey Royal este un tip celebru de cartof nou. Se deosebesc de cartofii „baby”, „salată” sau „figerling”, care sunt mici la maturitate, tind să aibă un conținut ceros și pot fi păstrați luni de zile înainte de a fi vânduți.
Baza de date europeană pentru cartofi de cultură este o bază de date colaborativă online cu descrieri ale soiurilor de cartofi, actualizată și întreținută de Agenția Scoțiană pentru Știința Agricolă, în cadrul Programului European de Cooperare pentru Rețelele de Resurse Genetice pentru Culturi, care este condus de Institutul Internațional de Resurse Plant Genetice.

### Pigmentare

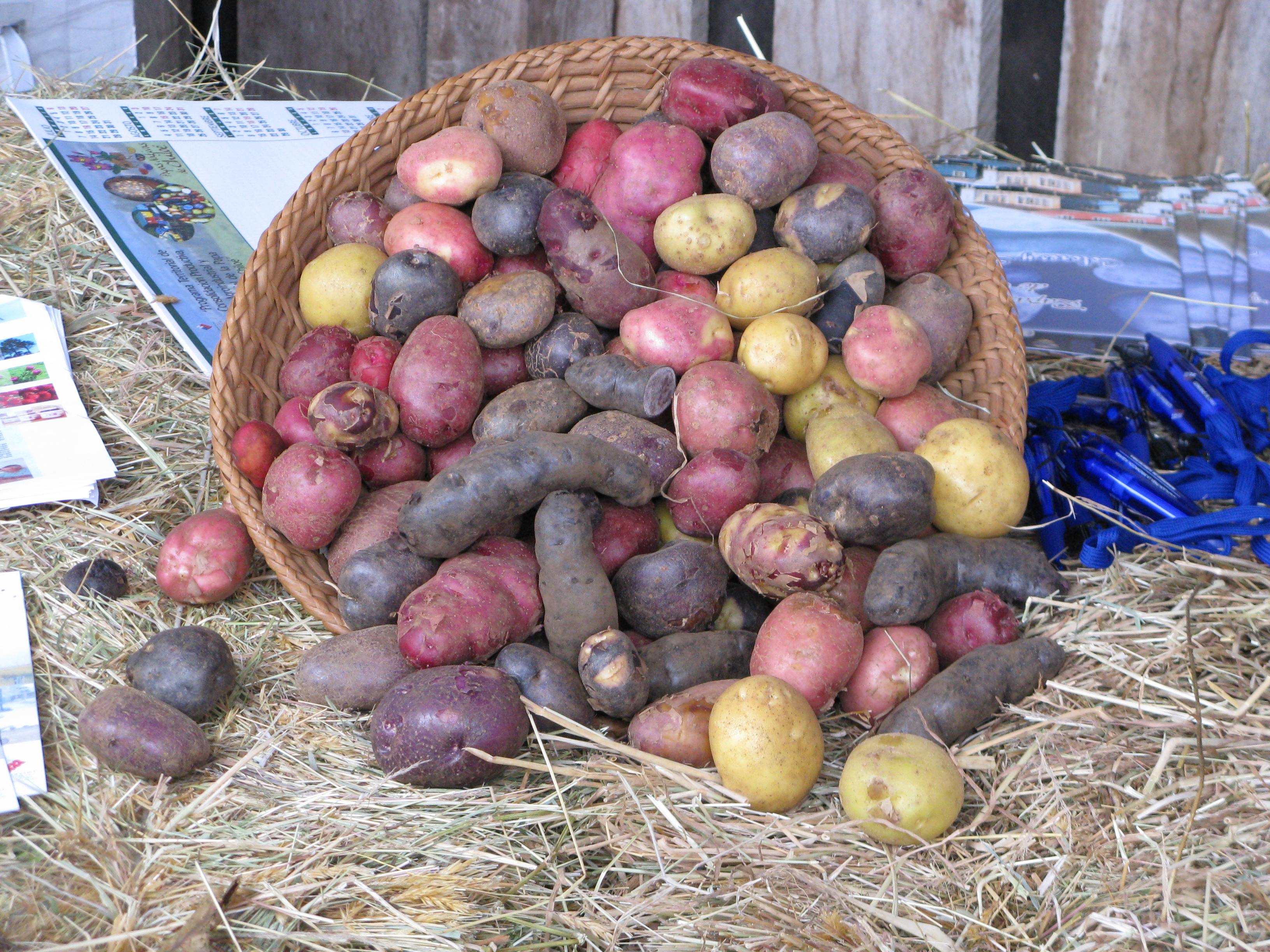
Cartofi cu pigmentare diferită

Zeci de soiuri de cartofi au fost crescute selectiv, special pentru coaja lor sau, mai frecvent, culoarea miezului, inclusiv soiurile aurii, roșii și albastre care conțin cantități variate de fitochimice, inclusiv carotenoide pentru soiurile aurii/galbene sau polifenoli pentru roșii sau albastre. Compușii carotenoizi includ provitamina A alfa-caroten și beta-caroten, care sunt transformate în nutrientul esențial, vitamina A, în timpul digestiei. Antocianinele responsabile în principal de pigmentarea roșie sau albastră la soiurile de cartofi nu au semnificație nutrițională, dar sunt utilizate pentru varietatea vizuală și pentru atragerea consumatorilor. În 2010, cartofii au fost modificați genetic special pentru aceste trăsături de pigmentare.

### Cartofi modificați genetic
Cercetarea genetică a produs mai multe soiuri modificate genetic. De exemplu „New Leaf”, soi deținut de compania Monsanto, încorporează gene de la Bacillus thuringiensis care conferă rezistență gândacului de Colorado; „New Leaf Plus” și „New Leaf Y”, aprobate de agențiile de reglementare din SUA în anii 1990, includ și rezistența la virusul cartofului. McDonald's, Burger King, Frito-Lay și Procter & Gamble au anunțat că nu vor folosi cartofi modificați genetic, iar Monsanto și-a publicat intenția de a întrerupe linia în martie 2001.
Amidonul din cartofi conține două tipuri de glucan, amiloză și amilopectină, cea din urmă fiind cea mai utilă din punct de vedere industrial. Soiurile de cartofi ceroase produc amidon de cartofi ceros, care este aproape în întregime amilopectină, cu puțină sau deloc amiloză. BASF a dezvoltat cartoful „Amflora”, care a fost modificat pentru a exprima ARN antisens pentru a inactiva gena pentru sintaza amidonului legat de granule, o enzimă care catalizează formarea amilozei. Deci cartofii „Amflora” produc amidon constând aproape în întregime din amilopectină și, prin urmare, sunt mai utili pentru industria amidonului. În 2010, Comisia Europeană a deschis calea pentru ca „Amflora” să fie cultivat în Uniunea Europeană numai în scopuri industriale, nu pentru alimentație. Cu toate acestea, în conformitate cu normele UE, țările individuale au dreptul de a decide dacă vor permite ca acest cartof să fie cultivat pe teritoriul lor. Plantarea comercială a „Amflora” era așteptată în Republica Cehă și Germania în primăvara anului 2010, iar în Suedia și Țările de Jos în anii următori. Un alt soi de cartofi dezvoltat de BASF este „Fortuna”, care a fost făcut rezistent la Phytophthora infestans prin adăugarea a două gene de rezistență, blb1 și 'blb2', care provin din cartoful sălbatic mexican S. bulbocastanum. În octombrie 2011, BASF a solicitat de la EFSA aprobarea pentru cultivare și comercializare ca furaj și aliment. În 2012, dezvoltarea produselor modifcate gentic în Europa a fost oprită de BASF. În noiembrie 2014, Departamentul pentru Agricultură al Statelor Unite (USDA) a aprobat un cartof modificat genetic dezvoltat de Simplot, care conține modificări genetice care previn vânătăile și produc mai puțină acrilamidă atunci când sunt prăjiți decât cartofii convenționali; modificările nu determină producerea de noi proteine, ci mai degrabă împiedică producerea proteinelor prin interferența ARN.
Soiurile modificate genetic s-au confruntat cu rezistența publicului atît în SUA cât și în Uniunea Europeană.

### Producție
| Producția de cartofi – 2021        | Producția de cartofi – 2021   |
| Țară                               | Producție (milioane de tone ) |
| ---------------------------------- | ----------------------------- |
| China                              | 94.3                          |
| India                              | 54.2                          |
| Ucraina                            | 21.4                          |
| Statele Unite ale Americii         | 18.6                          |
| Rusia                              | 18.3                          |
| Lume                               | 376                           |
| Sursa: FAOSTAT al Națiunilor Unite |                               |

Producția de cartofi (2019)

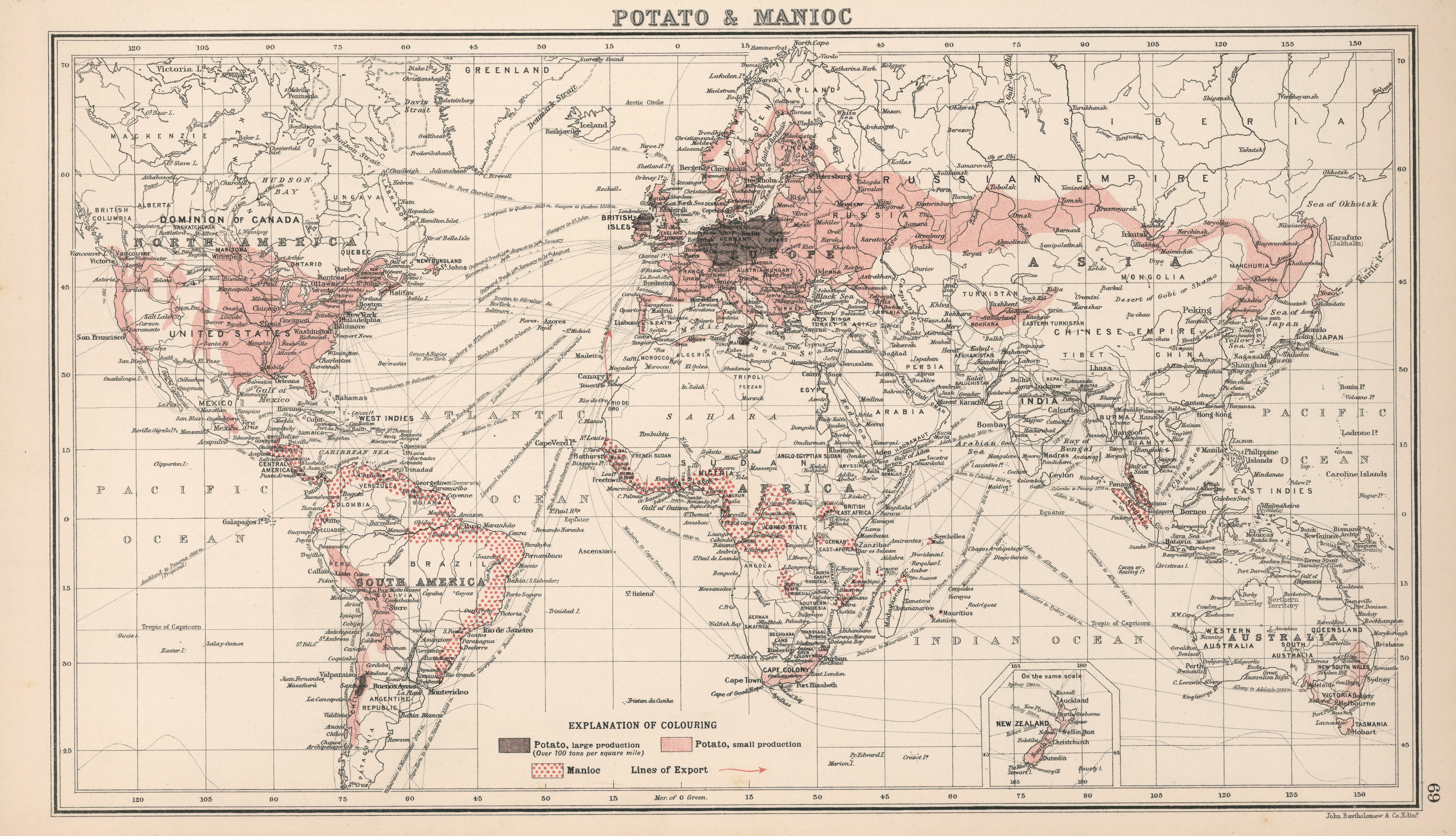
Harta mondială a culturii de cartofi și manioc, 1907

În 2021, producția mondială de cartofi a fost de 376 milione tone, condusă de China cu 25% din total (tabel). Alți producători importanți au fost India și Ucraina.

### Creștere

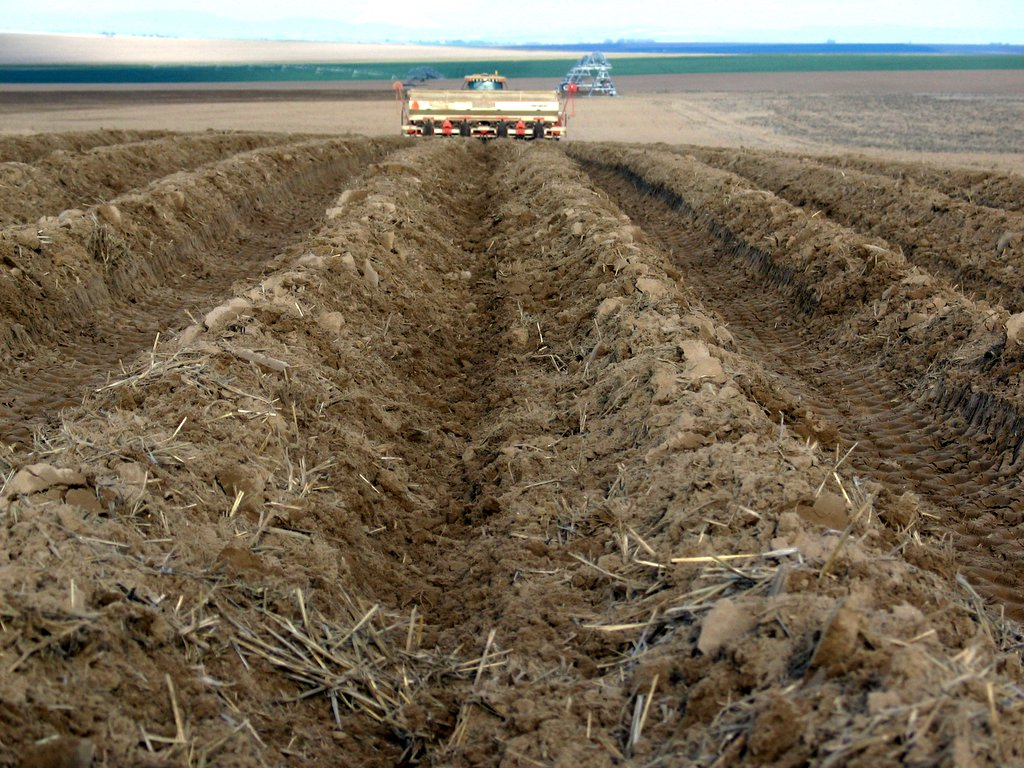
Plantarea

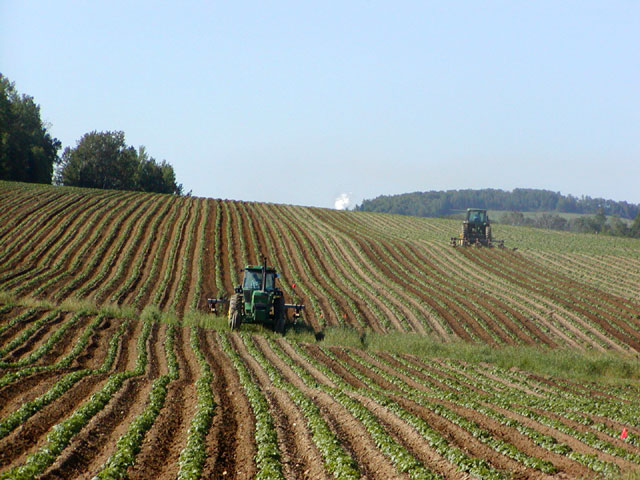
Catofi în Fort Fairfield, Maine, SUA

#### Cartofi de sămânță
Cartofii sunt în general cultivați din „cartofi de sămânță”, tuberculi crescuți în mod special pentru a fi lipsiți de boli și pentru a oferi plante consistente și sănătoase. Pentru a fi lipsite de boli, zonele în care sunt cultivați cartofi de sămânță sunt selectate cu grijă. În SUA, acest lucru limitează producția de cartofi de sămânță la doar 15 state din toate cele 50 de state în care sunt cultivați cartofii. Aceste locații sunt selectate pentru iernile lor reci și dure care ucid dăunătorii și verile cu ore lungi de soare pentru o creștere optimă. În Marea Britanie, majoritatea cartofilor de sămânță provin din Scoția, în zonele în care vânturile de vest reduc atacul afidelor și răspândirea agenților patogeni ai virusului cartofului.
Cartofii special modificați genetic pot fi cultivați și din semințe adevărate, dar acestea sunt rar folosite în experimentele de reproducere.

#### Fazele de creștere
Creșterea cartofului poate fi împărțită în cinci faze. În prima fază, muguri ies din cartofii de sămânță și începe creșterea rădăcinilor. În timpul celei de-a doua, fotosinteza începe pe măsură ce planta dezvoltă frunze și ramuri deasupra solului, iar stolonii se dezvoltă de la axilele inferioare ale frunzelor de pe tulpina subterană. În a treia fază, vârfurile stolonilor se umflă formând noi tuberculi, lăstarii continuă să crească, iar florile se dezvoltă de obicei la scurt timp după aceea. Îngroșarea tuberculilor are loc în faza a patra, când planta începe să investească majoritatea resurselor sale în tuberculii săi nou formați. În această fază, mai mulți factori sunt critici pentru un randament bun: umiditatea și temperatura optime a solului, disponibilitatea și echilibrul nutrienților din sol și rezistența la atacurile dăunătorilor. A cincea fază este maturizarea tuberculilor: frunzele și tulpinile se veștejesc, iar coaja tuberculilor se întărește.

#### Probleme de cultivare

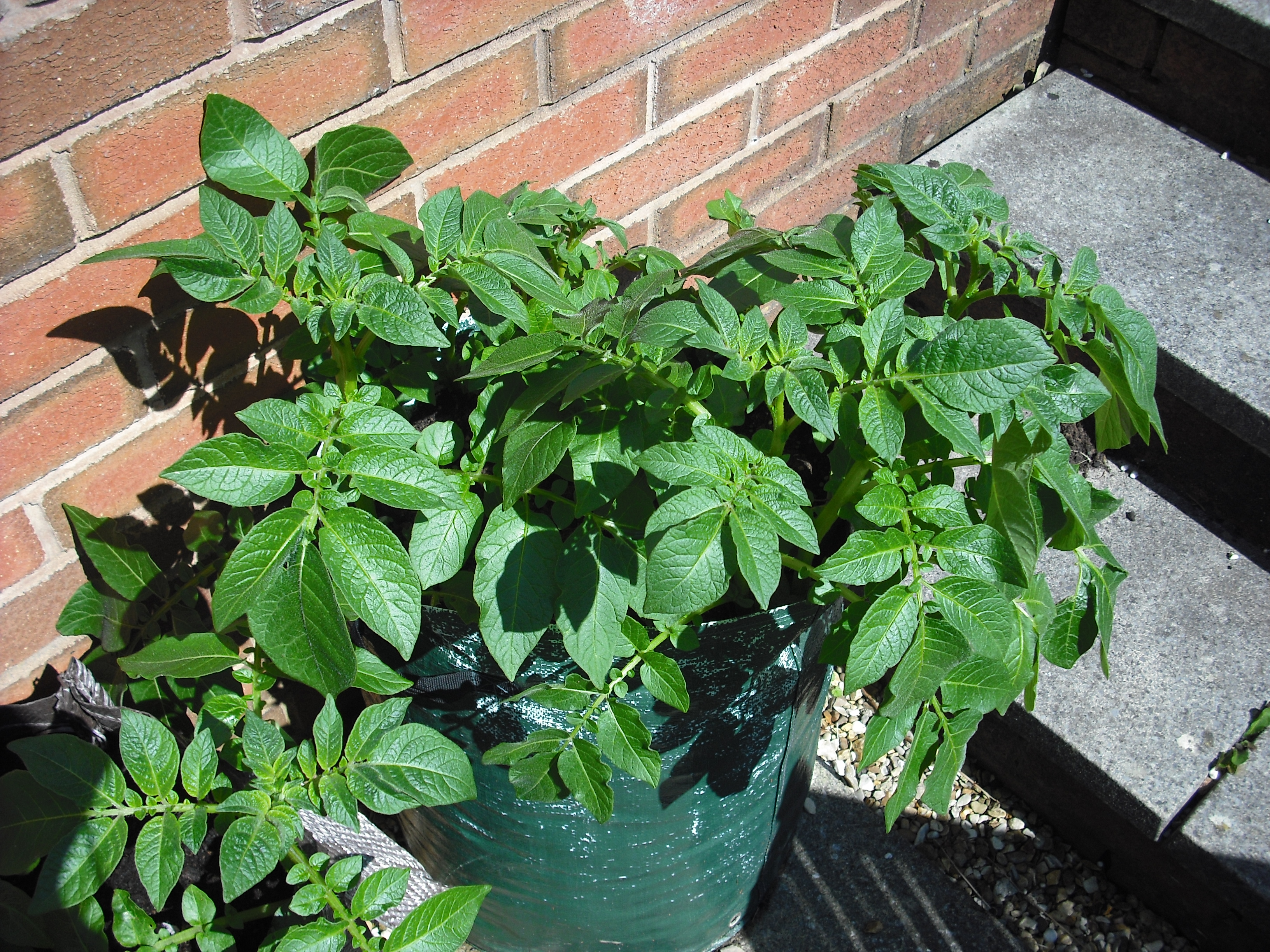
Cartofii cultivați într-o pungă înaltă sunt obișnuiți în grădini, deoarece reduc la minimum cantitatea de săpat necesară la recoltare.

Cartofii sunt renumiți pentru ușurința lor de cultivare în comparație cu alte culturi de bază; cu toate acestea, maximizarea recoltelor și prevenirea bolilor și a caracteristicilor nedorite necesită un management intensiv.
La suprafața solului pot începe să crească tuberculi noi. Deoarece expunerea la lumină duce la o înverzirea nedorită a cojii și la dezvoltarea solaninei ca protecție împotriva razelor solare, cultivatorii acoperă tuberculii de suprafață. Cultivatorii comerciali le acoperă printr-o grămadă de pământ suplimentar în jurul bazei plantei pe măsură ce aceasta crește (numit „hilling up”, sau în engleza britanică „earthing up”). O metodă alternativă, folosită de grădinarii amatori și cultivatorii la scară mai mică, presupune acoperirea zonei de creștere mulci precum paie sau foi de plastic.
Creșterea corectă a cartofilor poate fi o sarcină grea în anumite circumstanțe. O bună pregătire a solului, graparea, aratul și rotația culturilor sunt întotdeauna necesare, împreună cu o vreme bună și o sursă bună de apă. Trei arături succesive, cu grapă și rotație asociate sunt de dorit înainte de plantare. Eliminarea tuturor buruienilor rădăcinoase este de preferat în cultura cartofului. În general, cartofii înșiși sunt cultivați din ochii altui cartof și nu din sămânță. Grădinarii amatori plantează adesea o bucată de cartof cu doi sau trei ochi pe un deal de pământ îngrădit. Cultivatorii comerciali plantează cartofi folosind tuberculi de semințe, plante tinere sau microtuberi și pot cultiva așa un rând întreg. Culturile de cartofi de sămânță sunt atent selecționate pentru a elimina plantele bolnave sau cele dintr-o varietate diferită de cultura de sămânță.
Cartofii sunt sensibili la înghețurile puternice, care îi deteriorează în pământ. Chiar și vremea rece face cartofii mai susceptibili la vânătăi și eventual putrezirea ulterioară, ceea ce poate distruge rapid o recoltă mare depozitată.

#### Dăunători și boli
Phytophthora infestans, semnificativă din punct de vedere istoric, rămâne o problemă continuă în Europa și în Statele Unite. Alte boli ale cartofului includ Rhizoctonia, Sclerotinia, Pectobacterium carotovorum (picior negru), Erysiphe cichoracearum (mucegaiul pudră), Spongospora subterranea f. sp. subterranea (crusta pudră) și virusul frunzelor.

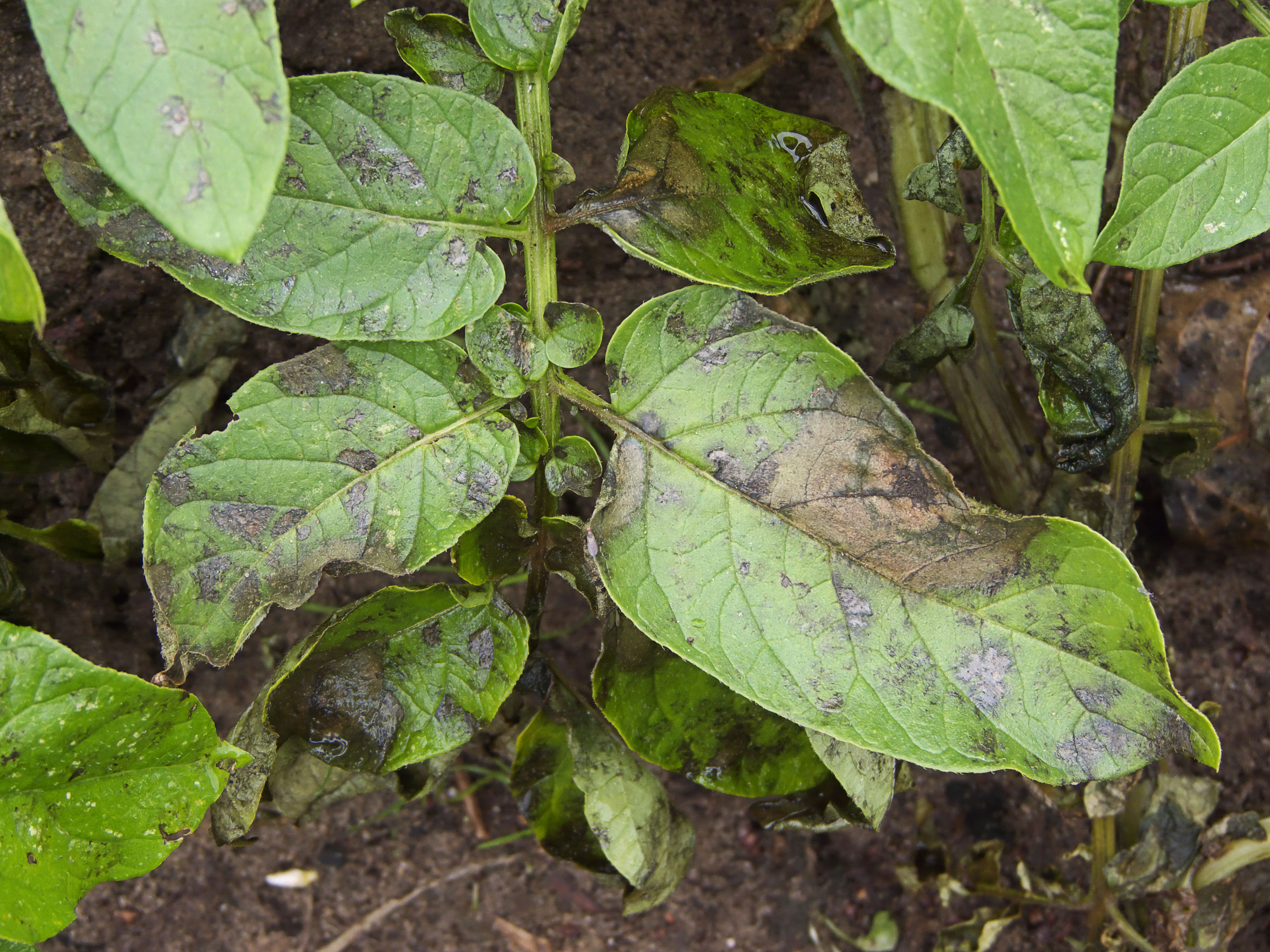
Frunze de cartof infestat cu Phytophthora infestans, numită și mană sau fitoftoroză

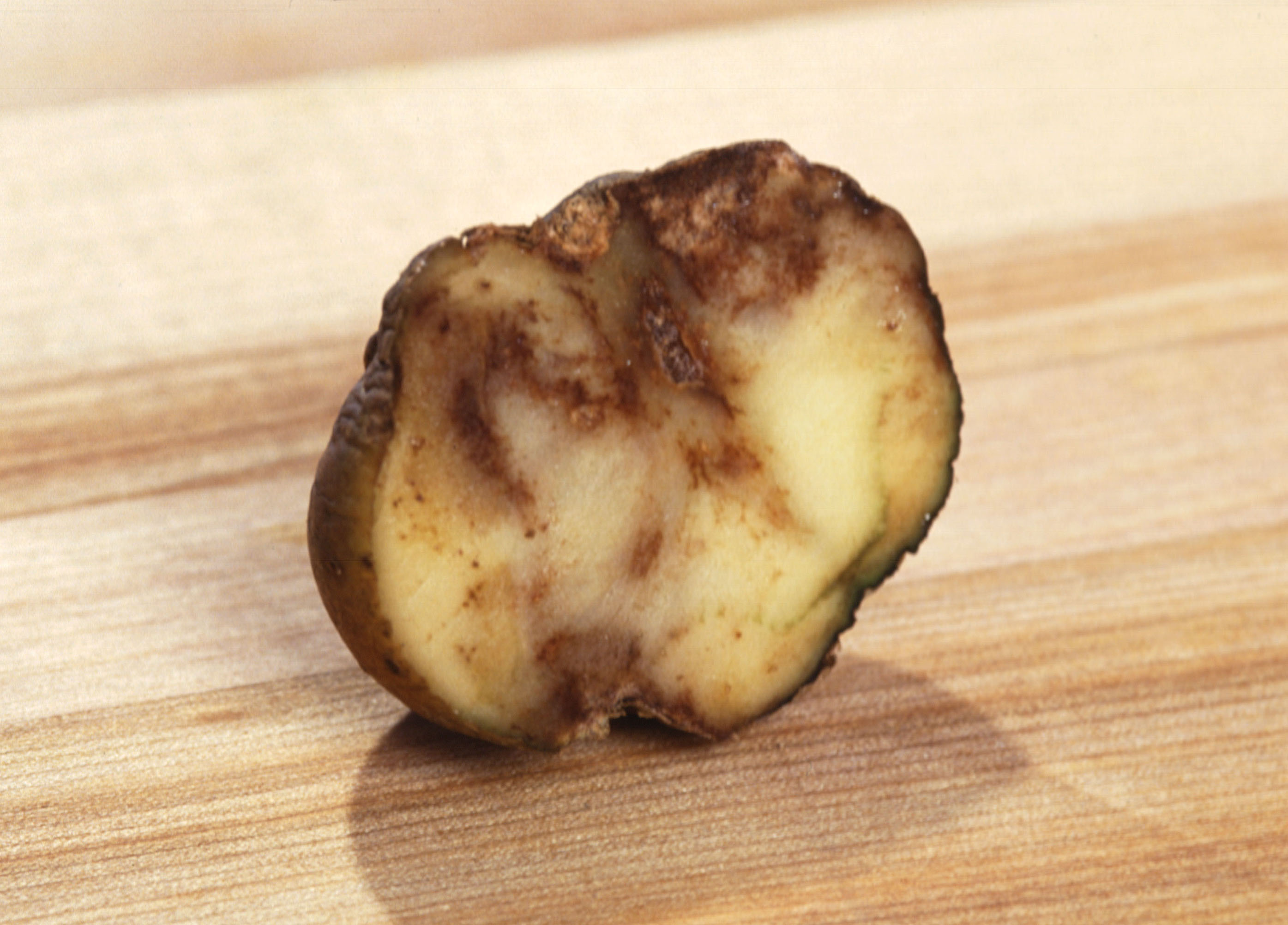
Tuber de cartof infestat cu Phytophthora infestans, numită și mană sau fitoftoroză

Insectele care transmit în mod obișnuit bolile cartofului sau dăunează plantelor includ gândacul cartofului de Colorado, molia tuberculului cartofului, afida piersicului verde (Myzus persicae), afida cartofului, Tuta absoluta, gândacul de sfeclă (Circulifer tenellus), trips și acarienii. Nematodul chist al cartofului este un vierme microscopic care se hrănește cu rădăcini, provocând astfel ofilirea plantelor de cartofi. Deoarece ouăle sale pot supraviețui în sol câțiva ani, se recomandă rotația culturilor. Conform unei analize a grupului de lucru pentru mediu a testelor USDA și FDA privind reziduurile de pesticide efectuate din 2000 până în 2008, 84% din cele 2.216 mostre de cartofi testate au conținut urme detectabile de cel puțin un pesticid. Un total de 36 de pesticide unice au fost detectate pe cartofi pe cele 2.216 de probe, deși nicio probă individuală nu conținea mai mult de 6 urme unice de pesticide, iar media a fost de 1,29 urme de pesticide unice detectabile per probă. Cantitatea medie de toate urmele de pesticide găsite în cele 2.216 probe a fost de 1,602 ppm. Deși aceasta a fost o valoare foarte scăzută a reziduurilor de pesticide, a fost cea mai mare dintre cele 50 de legume analizate.
Rpi-blb1 e o genă care codează pentru receptorul NB-LRR/NLR care a fost introdusă din rudele sălbatice ale cartofului (diferite Solanum spp.) prin modificare genetică în cartoful comun, ceea ce îi conferă acestuia rezistență la P. infestans.

#### Recoltă

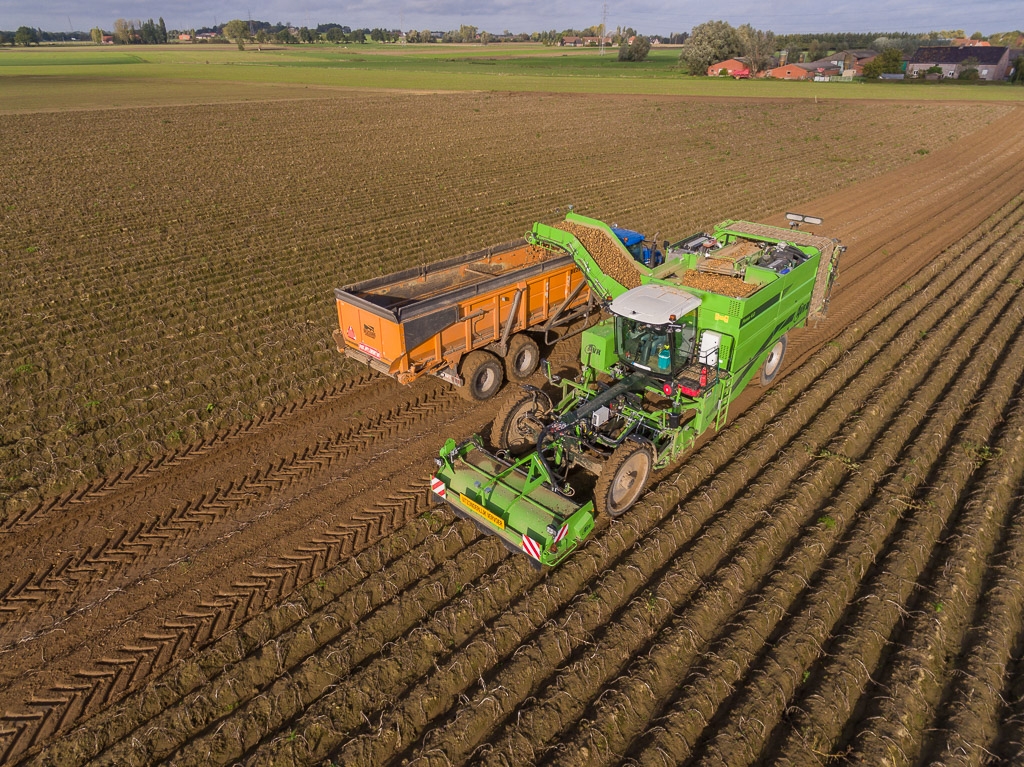
Mașină de recoltat modernă

În timpul recoltării, grădinarii scot de obicei cartofii cu furca. Pe parcelele mai mari, plugul este cel mai rapid instrument pentru dezgroparea cartofilor. Recoltarea comercială se face de obicei cu mașini de recoltat cartofi, care culeg planta și pământul înconjurător. Diferite modele utilizează sisteme diferite în acest moment. Cele mai complexe modele folosesc tocătoare și agitatoare, împreună cu un sistem de suflare pentru a separa cartofii de plantă. Inspecția și separarea ulterioară are loc atunci când cartofii sunt descărcați din vehiculele de câmp și puși în depozit.
Cartofii sunt de obicei „skin-set” după recoltare pentru a  întăriri coaja. Skin-set este procesul prin care coaja cartofului devine rezistentă la zgârieturi. Tuberculii de cartofi pot fi sensibili la zgârieturi și răni la recoltare și pot suferi leziuni în timpul operațiunilor de recoltare și manipulare. Întărirea cojii permite vindecarea rănilor și leziunilor. Vindecarea rănilor previne infecția și pierderea apei din tuberculi în timpul depozitării. Întărirea se face în mod normal la temperaturi relativ calde (50-60 °C) cu umiditate ridicată și schimb bun de gaz dacă este posibil.

#### Depozitare

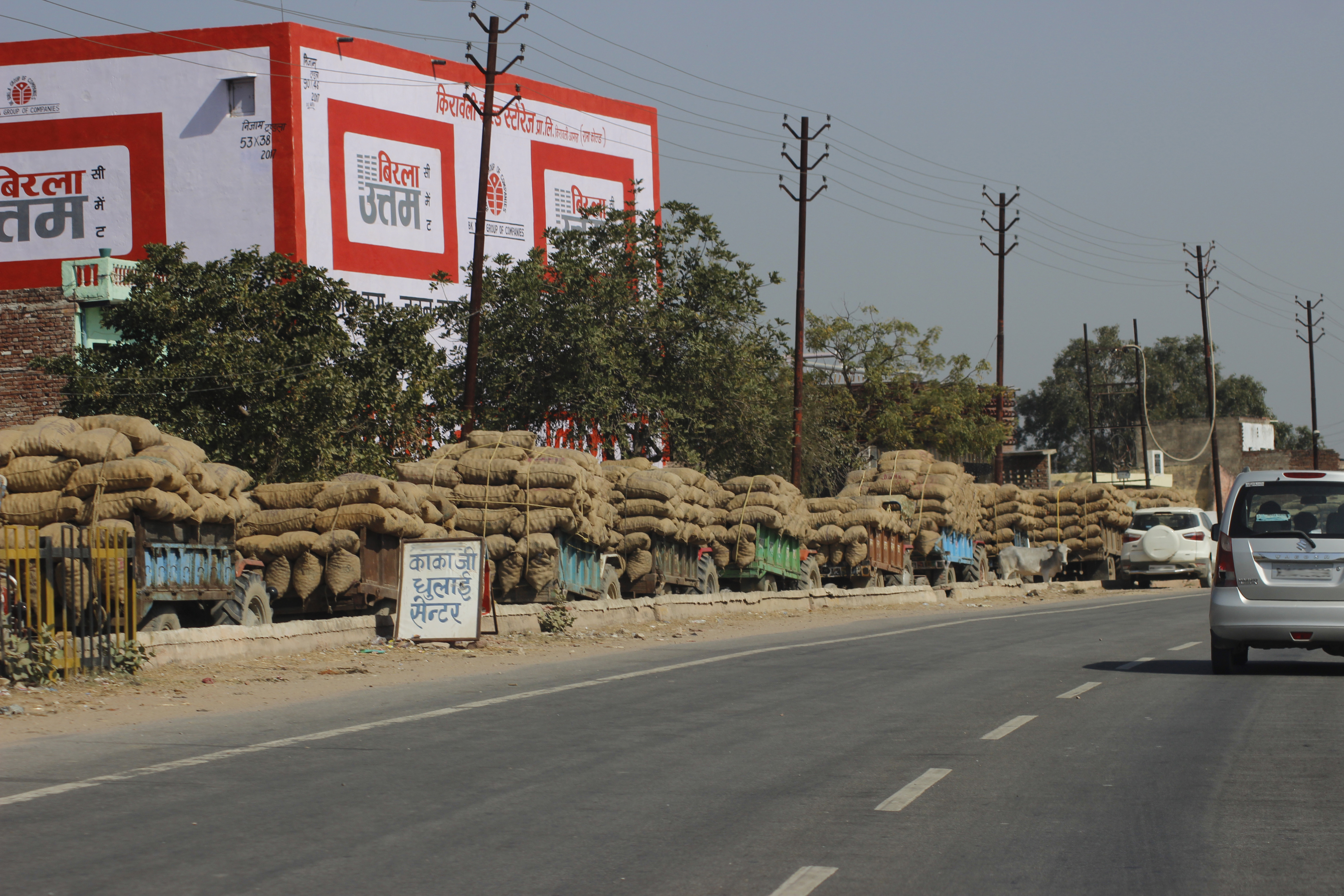
Transport la depozitul frigorific din India

Instalațiile de depozitare trebuie proiectate cu atenție pentru a menține cartofii în viață și pentru a încetini procesul natural de încolțire, care implică descompunerea amidonului. Este esențial ca zona de depozitare să fie întunecată, bine ventilată și, pentru depozitare pe termen lung, menținută la temperaturi apropiate de 4 °C. Pentru depozitare pe termen scurt, temperaturi de aproximativ 7-10 °C sunt preferate.
Temperaturi sub 4 °C transformă amidonul din cartofi în zahăr, ceea ce le modifică gustul și calitățile de gătit și duce la niveluri mai mari de acrilamidă în produsul gătit, în special în preparatele prăjite. Nu este probabil ca acrilamidele din alimentele arse sau bine gătite să provoace cancer la oameni. Pentru a suprima germinația tuberculilor în timpul depozitării se folosesc substanțe chimice. Clorprofamul este principala substanță chimică folosită, dar preocupările legate de toxicitate au dus la interzicerea acestuia în UE. Alternativele sunt aplicarea hidrazidei maleice pe cultură în timp ce aceasta este încă în creștere  sau utilizarea uleiurilor de etilenă, mentă și portocale și 1,4-dimetilnaftalenă.
În condiții optime în depozitele comerciale, cartofii pot fi păstrați până la 10-12 luni. Depozitarea comercială și recuperarea cartofilor implică mai multe faze: uscarea cojii; vindecarea rănilor la 85% până la 95% umiditate relativă și temperaturi sub 25 °C; o fază de răcire în etape; o fază de reținere; și o fază de recondiționare, timp în care tuberculii sunt încălziți încet. Ventilația mecanică este utilizată în diferite puncte în timpul procesului pentru a preveni condensul și acumularea de dioxid de carbon.

#### Randament

Cartofii sunt una dintre cele mai răspândite culturi primare din lume.

Lumea dedica 18,6 hectare culturii de cartofi în 2010; randamentul mediu mondial a fost de 17,4 t/ha. Statele Unite au fost cea mai productivă țară, cu un randament mediu la nivel național de 44,3 t/ha. Marea Britanie a fost pe locul doi.
Fermierii din Noua Zeelandă au avut una dintre cele mai bune producții comerciale din lume, variind între 60 și 80 de tone pe hectar, unii raportând randamente de 88 de tone de cartofi pe hectar.
Există un decalaj mare între diferite țări între randamentele ridicate și cele scăzute, chiar și cu aceeași varietate de cartofi. Randamentul mediu de cartofi în economiile dezvoltate variază între 38 și 44 t/ha. China și India au reprezentat peste o treime din producția mondială în 2010 și au avut randamente de 14,7 - 19,9 t/ha. Diferența de randament între fermele din economiile în curs de dezvoltare și economiile dezvoltate reprezintă o pierdere de peste 400 milioane tone de cartofi sau o cantitate mai mare decât producția mondială de cartofi din 2010. Randamentele culturilor de cartofi sunt determinate de factori precum rasa culturii, vârsta și calitatea semințelor, practicile de management al culturilor și mediul plantelor. Îmbunătățirea unuia sau mai multor dintre acești factori determinanți ai randamentului și o reducere a decalajului de randament pot fi un impuls major pentru aprovizionarea cu alimente și veniturile fermierilor din lumea în curs de dezvoltare. Randamentul energetic alimentar al cartofilor - aproximativ 9,2 GJ/ha - este mai mare decât cea a porumbului (7,5 GJ/ha), orezului (7.4 GJ/ha), grâului (3 GJ/ha) sau boabe de soia (2.8 GJ/ha).

#### Schimbarea climei
Se preconizează că schimbările climatice vor avea efecte semnificative asupra producției globale de cartofi. La fel ca multe culturi, cartofii sunt afectați de modificările dioxidului de carbon atmosferic, de temperatură și precipitații, precum și de interacțiunile dintre acești factori. Pe lângă faptul că afectează în mod direct cartofii, schimbările climatice vor afecta, de asemenea, distribuțiile și populațiile multor boli și dăunători ai cartofilor. În timp ce cartoful este mai puțin important decât porumbul, orezul, grâul și soia, care sunt responsabile în mod colectiv pentru aproximativ două treimi din toate caloriile consumate de oameni (atât direct, cât și indirect ca hrană pentru animale), este încă unul dintre cele mai importante alimente din lume. În total, o estimare din 2003 sugerează că viitorul (2040 – 2069) randamentul mondial de cartofi ar fi cu 18-32% mai mic decât era la acea vreme, cauzat de scăderile în cultura din zonele mai fierbinți, cum ar fi Africa Subsahariană, cu excepția cazului în care fermierii și soiurile de cartofi ar putea să se adapteze noului mediu.
Ca și în cazul celorlalte plante, plantele de cartofi și recoltele se preconizează că vor beneficia de efectul de fertilizare cu CO2, care ar crește ratele fotosintetice și, prin urmare, creșterea tuberculului, ar reduce consumul de apă prin transpirația mai scăzută din stomată și ar crește conținutul de amidon în tuberculii comestibili. Cu toate acestea, cartofii sunt mai sensibili la deficitele de apă din sol decât alte culturi de bază, cum ar fi grâul astfel încât în țări precum Bolivia, unde sezonul ploios s-a scurtat în ultimele decenii, sezonul de creștere a cartofilor s-a scurtat și el. Acest lucru se poate înrăutăți în viitor: de exemplu, cantitatea de teren arabil potrivit pentru producția de cartofi pluviali în Marea Britanie poate scădea cu cel puțin 75%. Aceste schimbări vor duce probabil la creșterea cererii de apă pentru irigații, în special în timpul sezonului de creștere a cartofilor.
Cartofii cresc cel mai bine în condiții temperate. Creșterea și randamentul tuberculilor pot fi reduse sever de fluctuațiile de temperatură în afara zonei 5-30 °C}}. Temperaturi peste 30 °C pot avea o serie de efecte negative asupra cartofului, de la daune fiziologice, cum ar fi pete maronii pe tuberculi, până la creștere mai lentă, încolțire prematură și conținut scăzut de amidon. Aceste efecte pot reduce randamentul culturilor și numărul și greutatea tuberculilor. Ca urmare, zonele în care temperaturile actuale sunt aproape de limitele intervalului de temperatură al cartofilor (de exemplu, o mare parte din Africa sub-sahariană ) vor suferi probabil reduceri mari ale recoltelor de cartofi în viitor. Pe de altă parte, temperaturile scăzute reduc creșterea cartofilor și prezintă riscul de deteriorare a înghețului. La altitudini mari și în țări cu latitudini mari, cum ar fi Canada și Rusia, creșterea cartofilor este în prezent limitată sau imposibilă din cauza riscurilor de daune cauzate de îngheț, iar creșterea temperaturilor va extinde probabil terenurile și/sau sezonul de vegetație potențial adecvat.

##### Modificări ale dăunătorilor și bolilor pentru culturile de cartofi

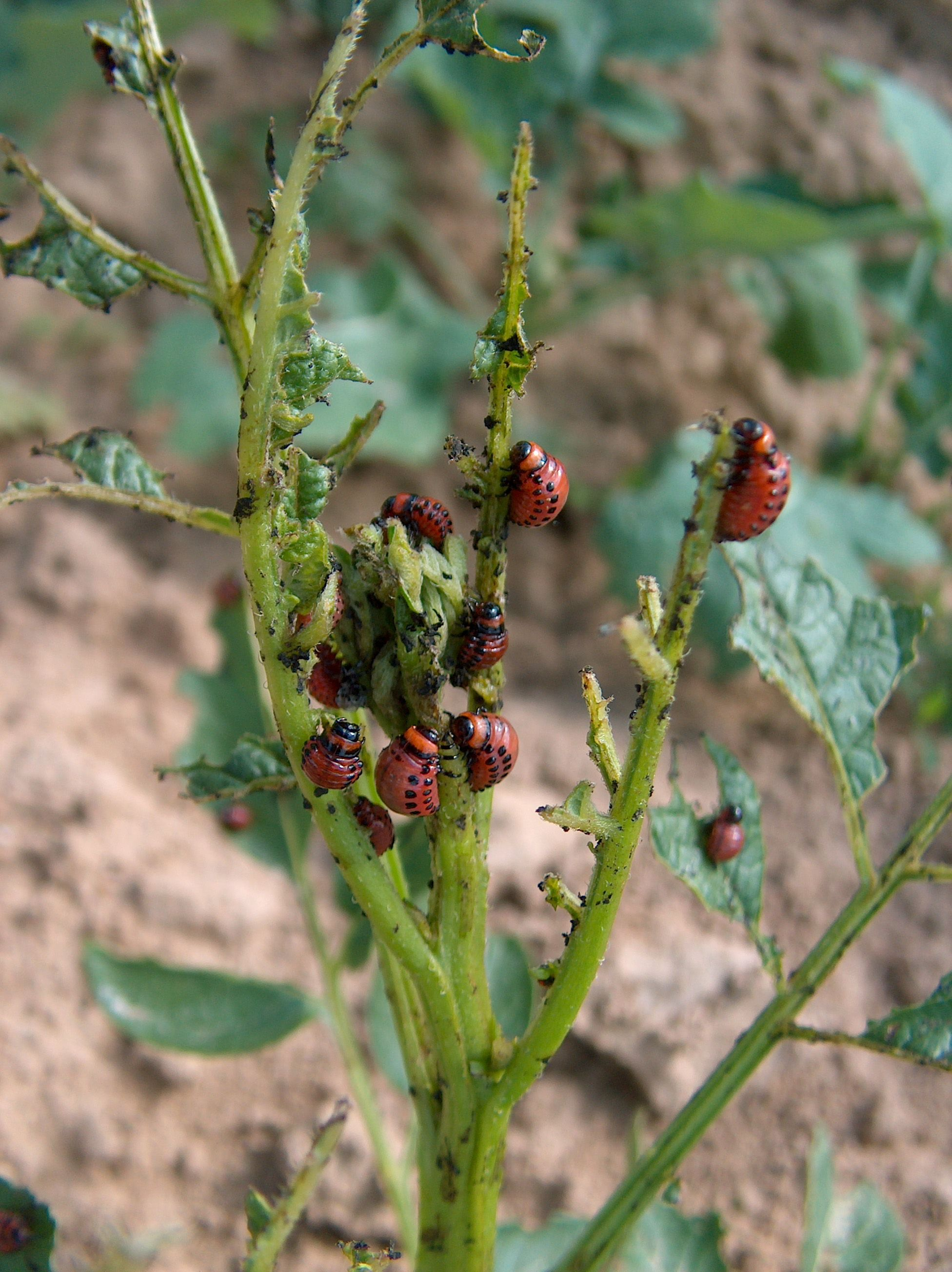
Plată distrusă de larvele gândacului de Colorado (Leptinotarsa decemlineata)

Se prevede că schimbările climatice vor afecta mulți dăunători și boli ale cartofilor. Acestea includ: 
- Insecte dăunătoare, cum ar fi molia tuberculului de cartofi și gândacul de Colorado, despre care se preconizează că se vor răspândi în zonele în prezent prea reci pentru ei.[74]
- Afidele care acționează ca vectori pentru mulți viruși ai cartofului și, de asemenea, se vor putea răspândi la temperaturi crescute.[84]
- Mai mulți agenți patogeni care cauzează boala piciorului negru al cartofului (de exemplu, Dickeya ) pot crește și se pot reproduce mai repede la temperaturi mai ridicate și, astfel, probabil că vor deveni o problemă mai mare.[85]
- Se preconizează că infecțiile bacteriene precum Ralstonia solanacearum vor beneficia de temperaturi mai ridicate și se vor putea răspândi mai ușor prin inundații rapide.[74]
- Mana beneficiază de temperaturi mai ridicate și de condiții mai umede.[86] Se preconizează că mana va deveni o amenințare mai mare în unele zone (de exemplu, în Finlanda)[74] și va deveni o amenințare mai mică în altele (de exemplu, în Regatul Unit).[78]

##### Strategii de adaptare
Deplasarea producției de cartofi din zonele în care recoltele vor scădea din cauza temperaturilor mai calde și a disponibilității scăzute a apei către locuri care vor deveni propice poate ajuta la atenuarea scăderilor proiectate în randament. Totuși, acest lucru poate declanșa și competiția pentru teren între culturile de cartofi și alte culturi sau alte utilizări ale terenului, în principal din cauza schimbărilor în regimurile apei și temperaturii. În același timp, se preconizează că producția de cartofi va deveni posibilă în zonele de mare altitudine și latitudine, unde anterior ar fi fost limitată de daunele cauzate de îngheț. Se preconizează că aceste modificări ale randamentului culturilor vor cauza schimbări în zonele în care culturile de cartofi pot fi produse în mod viabil.
Cealaltă abordare este prin dezvoltarea de soiuri care ar fi mai adaptate la noile condițiile climatice. Acest lucru se poate realiza prin tehnici „tradiționale” de ameliorare a plantelor și prin modificarea genetică. Aceste tehnici permit selectarea trăsăturilor specifice pe măsură ce se dezvoltă un nou soi. Anumite trăsături, cum ar fi toleranța la stresul termic, toleranța la secetă, creșterea rapidă/maturarea timpurie și rezistența la boli, pot juca un rol important în crearea de noi soiuri capabile să mențină producția sub factorii de stres induși de schimbările climatice.
De exemplu, dezvoltarea de soiuri cu toleranță mai mare la stres termic ar fi esențială pentru menținerea recoltelor în țările cu zone de producție de cartofi în apropierea limitelor maxime de temperatură ale soiurilor actuale (de exemplu Africa Subsahariană, India). Rezistența superioară la secetă poate fi obținută printr-o eficiență îmbunătățită a utilizării apei (cantitatea de hrană produsă pe cantitatea de apă utilizată) sau prin capacitatea de a se recupera după perioade scurte de secetă și de a produce totuși randamente acceptabile. În plus, selectarea unor sisteme radiculare mai adânci poate reduce nevoia de irigare. În cele din urmă, cartofii care cresc mai repede ar putea ajuta la adaptarea la sezoanele de creștere mai scurte în unele zone și, de asemenea, la reducerea numărului de cicluri de viață pe care dăunătorii, cum ar fi molia tuberculului de cartofi, le pot completa într-un singur sezon de creștere.

### În România

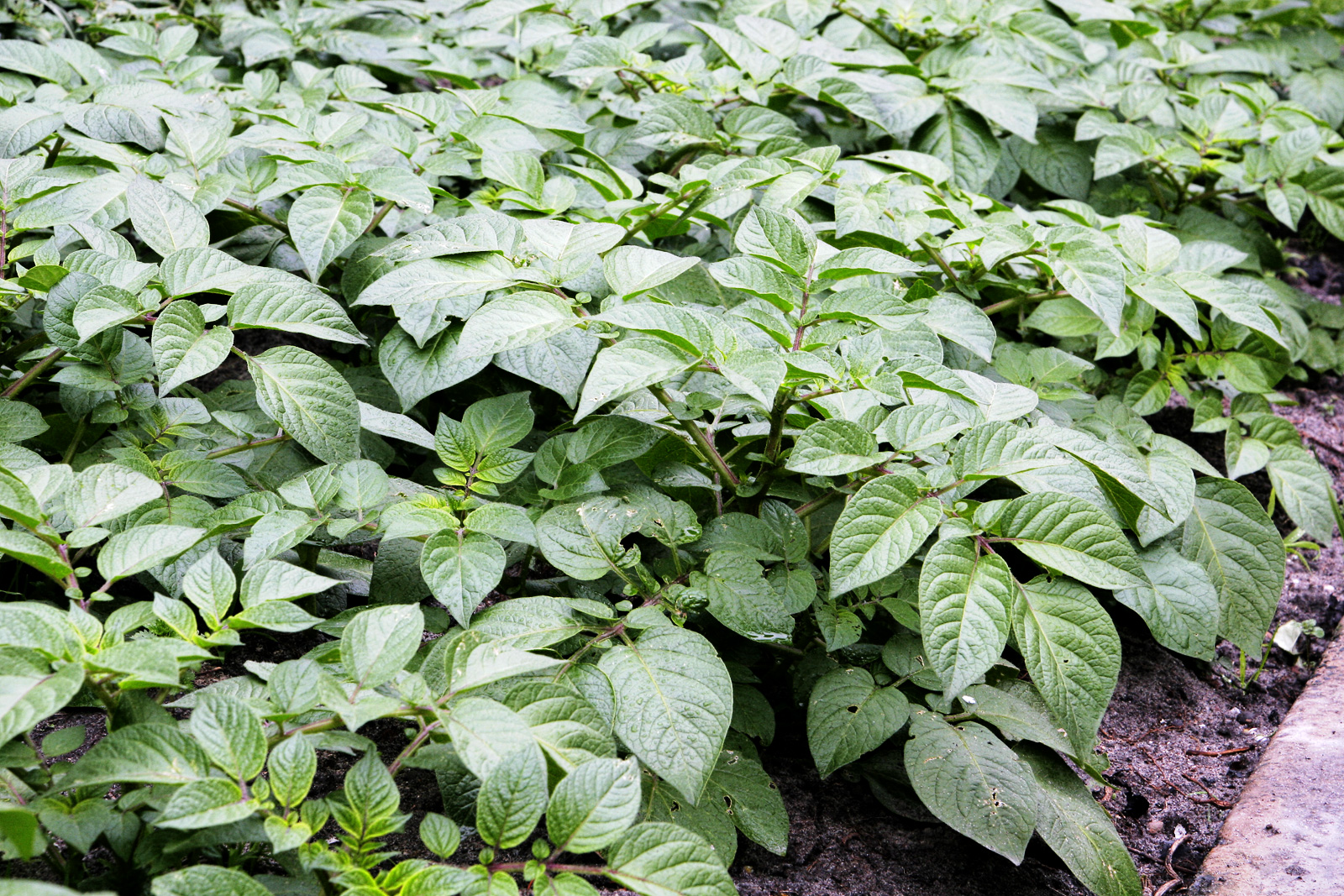
Cartofi in cultură

Istoria cartofului în Țara Românească, Moldova și Transilvania ca plantă cultivată începe, probabil, la începutul secolului al XVIII-lea. Totuși este posibil să fi fost cultivată mult mai devreme la scară mai mică prin grădini, cel puțin în Transilvania. Din Transilvania, cartoful s-a răspândit în Țara Românească și în Principatul Moldovei.
În România se cultivă în special următoarele soiuri de cartofi:
Soiuri timpurii
- Gloria 'N' D Sc 1988
- Ostara X 1981

Soiuri semitimpurii
- Semenic R 17 O 1976
- Sucevița R 12 O 1982
- Adretta D A 1978
- Koretta D A 1989
- Anosta 'N' NL Sc 1989
- Concorde 'N' NL Sc 1989
- Timate 'N' NL Sc 1991

Soiuri semitârzii
- Cașin R 17 O 1991
- Mureșan R 17 O 1984
- Super R 17 O 1979
- Nicola 'N' D A 1985
- Roxy 'N' D Sc 1988
- Sante 'N' NL Sc 1989
- Desiree X 1965

Soiuri târzii
- Manuela D A 1976
- Eba NL Sc 1973
- Procura 'N' NL Sc 1976

## Utilizare

### Nutriție
Într-o cantitate de referință de 100, un cartof fiert cu coajă furnizează 87 de calorii și este 77% apă, 20% carbohidrați (inclusiv 2% fibre dietetice în coajă și miez), 2% proteine și conține grăsimi neglijabile (tabel). Conținutul de proteine este comparabil cu alte legume de bază cu amidon, precum și cu cerealele.
Cartofii fierți sunt o sursa bogată (20% sau mai mult din valoarea zilnică nutritivă, VZN) de vitamina B6 (23% VZN) și conțin o cantitate moderată de vitamina C (16% VZN) și vitamine B, cum ar fi tiamina, niacina, și acid pantotenic (10% VZN fiecare). Cartofii fierți nu furnizează cantități semnificative de minerale alimentare (tabel).
Cartoful este rar consumat crud, deoarece amidonul crud din cartofi este prost digerat de oameni. În funcție de soi și de metoda de preparare, cartofii pot avea un indice glicemic (IG) ridicat și, prin urmare, sunt adesea excluși din dietele persoanelor care încearcă să urmeze o dietă cu IG scăzut. Există o lipsă de dovezi cu privire la efectul consumului de cartofi asupra obezității și diabetului.
În Marea Britanie, cartofii nu sunt considerați de către Serviciul Național de Sănătate ca numărând sau contribuind la cele cinci porții zilnice recomandate de fructe și legume, programul 5-A-Day.

### Culinar

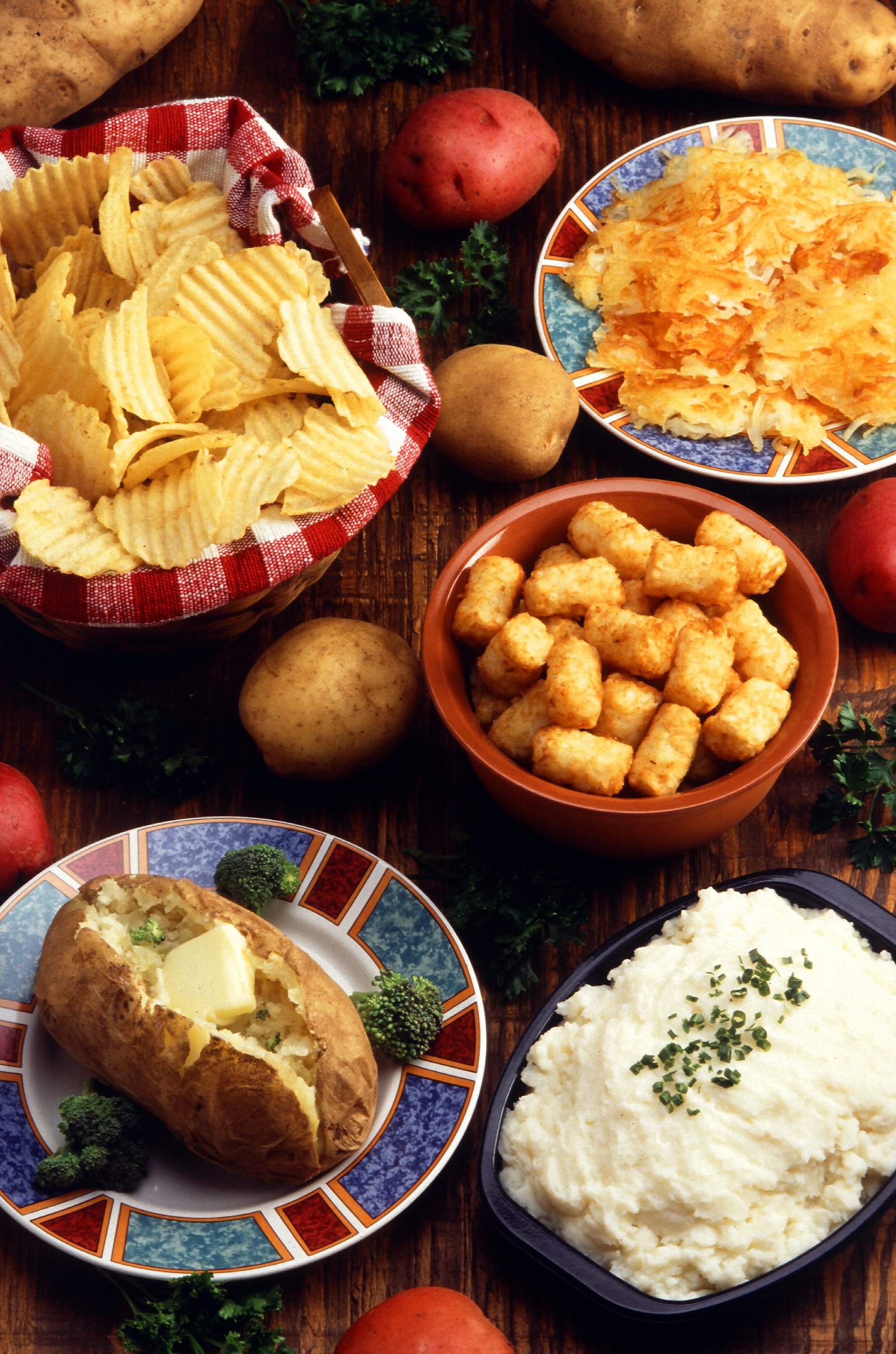
Diverse preparate de cartofi, tipic americane : (în sensul acelor de ceasornic din stânga sus) chipsuri de cartofi, hash browns, tater tots, piure de cartofi și un cartof copt

Cartofii sunt pregătiți în multe feluri: cu coajă sau decojiți, întregi sau tăiați, cu condimente sau fără. Singura cerință presupune gătirea pentru a umfla granulele de amidon și a scădea toxicitatea. Cele mai multe feluri de mâncare din cartofi sunt servite calde, dar unele sunt mai întâi gătite, apoi servite reci, în special salata de cartofi și chipsurile de cartofi (chips-uri). Mâncărurile obișnuite sunt: piure de cartofi, care sunt mai întâi fierți (de obicei curățați de coajă), apoi piureați cu lapte sau iaurt și unt; cartofi întregi copți; cartofi fierți sau aburiți ; Cartofi pai; tăiați cubulețe și prăjiți; festonați, tăiați cubulețe sau feliați și prăjiți (cartofi prăjiți de casă); răzuiți în fâșii mici și subțiri și prăjiți (hash browns); răzuiți și formați în găluște, rösti sau clătite de cartofi. Cartofii pot fi, de asemenea, gătiți într-un cuptor cu microunde pentru a produce o masă foarte asemănătoare cu un cartof la abur, păstrând în același timp aspectul unui cartof copt în mod convențional. Bucăți de cartofi apar de obicei ca ingredient pentru tocană. Cartofii se fierb între 10 și 25 minute, în funcție de mărime și tip, pentru a deveni moi.

### America Latină

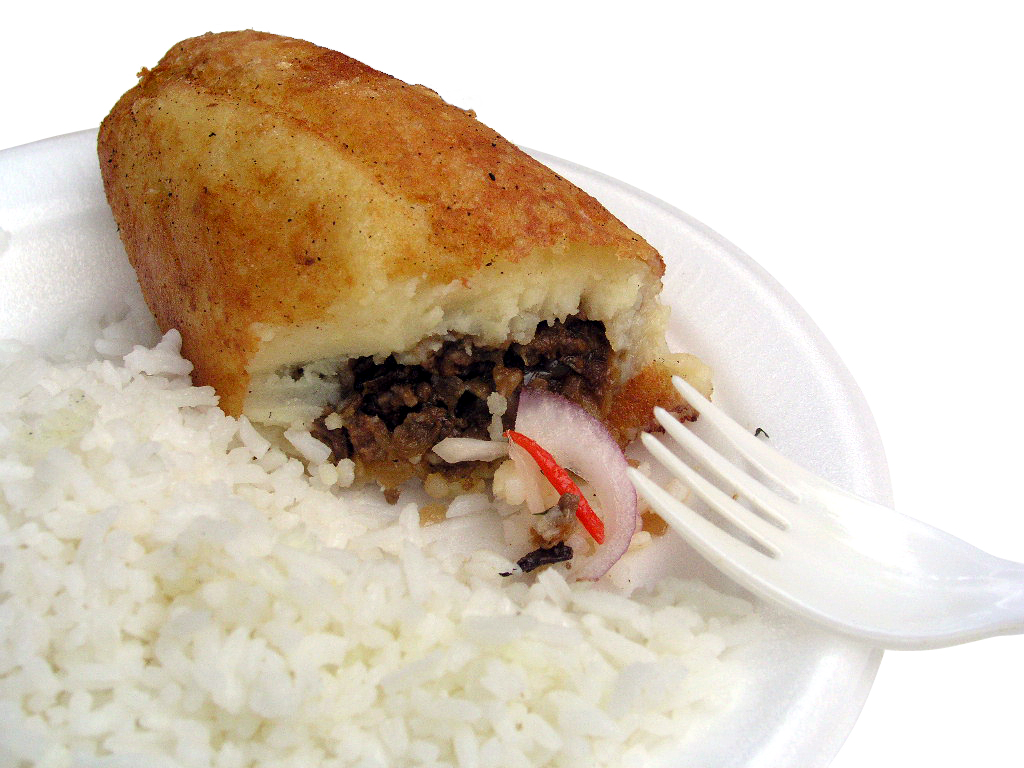
Papa rellena

Bucătăria peruană conține în mod natural cartoful ca ingredient principal în multe feluri de mâncare, deoarece acolo sunt cultivate aproximativ 3.000 de soiuri din acest tubercul. Unele dintre cele mai notabile mâncăruri includ cartofi fierți ca bază pentru mai multe feluri de mâncare sau cu sosuri pe bază de ají, cum ar fi papa a la Huancaína sau ocopa, cartofi tăiați cubulețe pentru utilizarea în supe precum în cau cau sau în carapulca cu cartof uscat (papa seca). Cartoful zdrobit condimentat este folosit în causa Limeña și papa rellena. Cartofii prăjiți sunt un ingredient tipic în cartofii prăjiți peruani, inclusiv preparatul clasic lomo saltado.
Chuño este un produs din cartofi liofilizat făcut în mod tradițional de comunitățile Quechua și Aymara din Peru și Bolivia și este cunoscut în diferite țări din America de Sud, inclusiv Peru, Bolivia, Argentina și Chile. În Arhipelagul Chiloé din Chile, cartofii sunt ingredientul principal al multor feluri de mâncare, inclusiv milcaos, chapaleles, curanto și chochoca. În Ecuador, cartoful, pe lângă faptul că este un aliment de bază pentru majoritatea mâncărurilor, este prezentat în locro de papas, o supă groasă de cartofi, dovleac și brânză.

### Europa

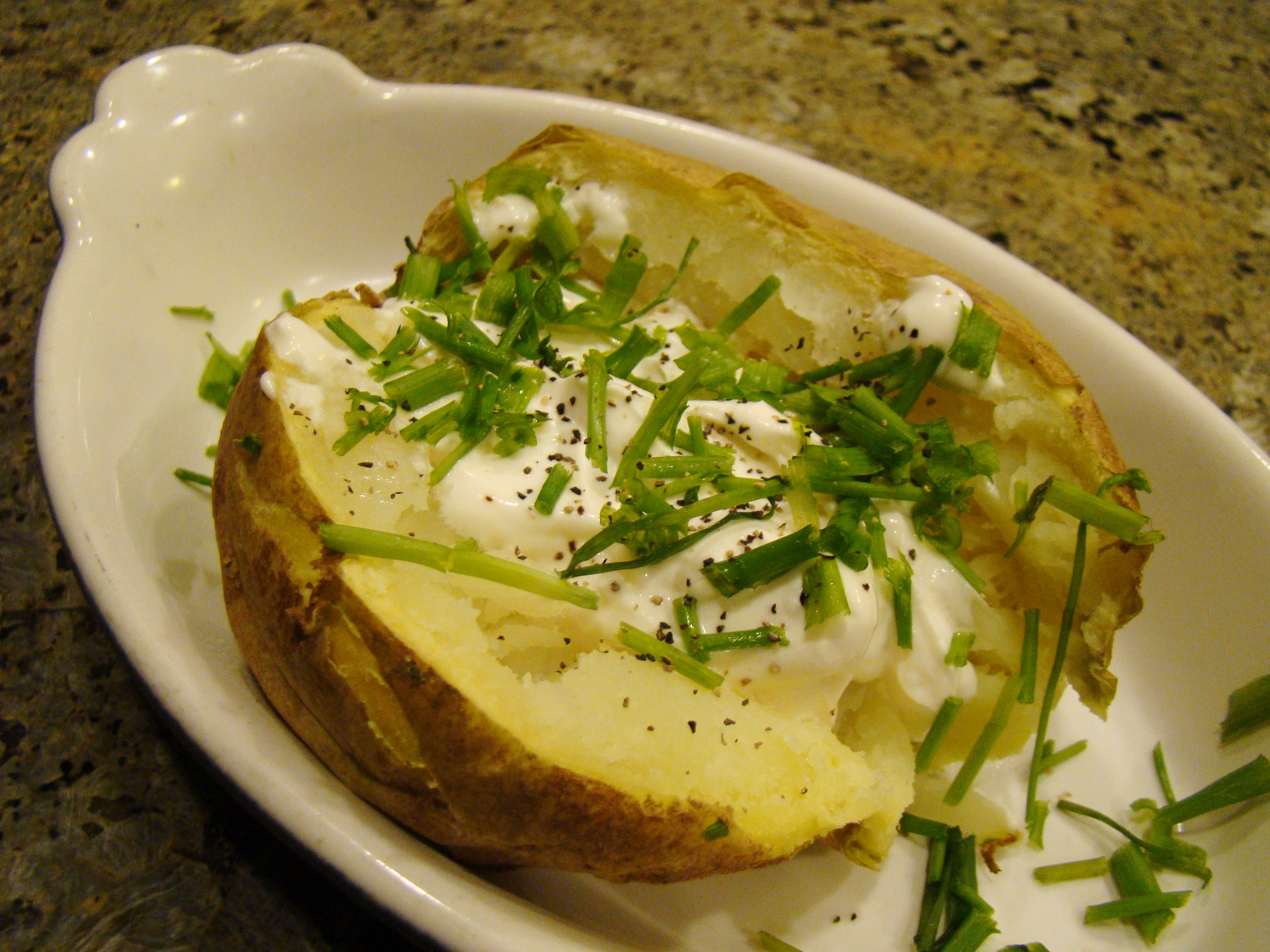
Cartof copt cu smântână și ceapă perenă pitică

În Marea Britanie, cartofii fac parte din alimentele de bază tradiționale, fish and chips. Cartofii fripți sunt serviți în mod obișnuit ca parte a cinei fripturii de duminică, iar piureul de cartofi formează o componentă majoră a mai multor alte feluri de mâncare tradiționale, cum ar fi plăcinta ciobănească, bubble and squeak, și bangers and mash. Cartofii noi pot fi gătiți cu mentă și sunt adesea serviți cu unt.
Tattie scone este un preparat scoțian popular care conține cartofi. Colcannon este o mâncare tradițională irlandeză făcută cu piure de cartofi, varză sau varză mărunțită și ceapă; Champ este un fel de mâncare similar. Clătitele boxty sunt consumate în toată Irlanda, deși asociate în special cu nordul și în comunitățile din diaspora irlandeză; se fac în mod tradițional cu cartofi rași, înmuiați pentru a desface amidonul și amestecați cu făină, zer si praf de copt. O variantă consumată și vândută în Lancashire, în special Liverpool, este făcută cu cartofi fierți și piure.
În Marea Britanie, game chips sunt un acompaniament tradițional pentru prăjirea păsărilor de vânat, cum ar fi fazanul, potârnichia și prepelița. 
Cartofii gătiți și apoi făcuți pudră sunt vânduți în Marea Britanie din anii 1960 sub numele de Smash și sunt folosiți ca aliment pentru camping și pe plan intern.
Halušky este felul de mâncare național al multor națiuni slave. Galustele Halušky sunt făcute dintr-un aluat format din făina și cartofi rași. Bryndzové halušky sunt asociate în special cu bucătăria slovacă.

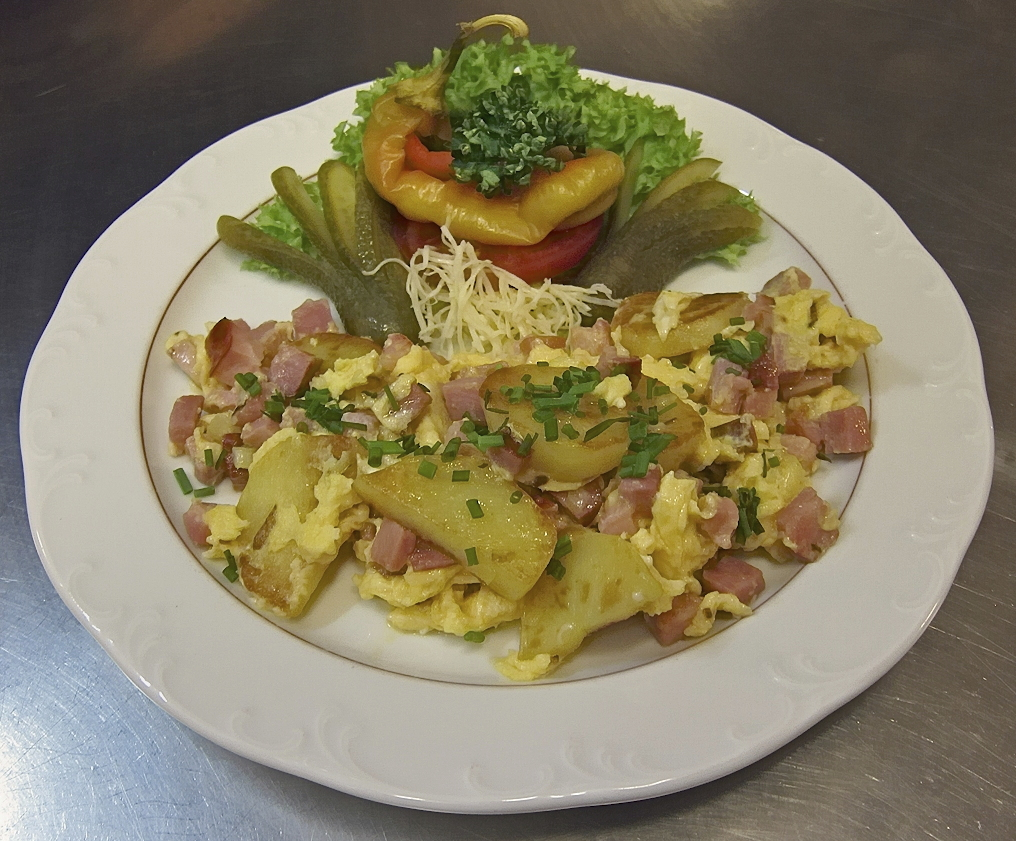
Bauernfrühstück (în germană) („micul dejun al fermierului”)

În Germania, Europa de Nord (Finlanda, Letonia și în special țările scandinave), Europa de Est (România, Belarus și Ucraina) și Polonia, soiurile proaspăt recoltate, cu coacere timpurie sunt considerate o delicatesă specială. Fierți întregi și serviți fără coajă cu mărar, acești „cartofi noi” sunt consumați în mod tradițional cu hering baltic. Budincile făcute din cartofi rași (kugel, kugelis și babka de cartofi ) sunt produse populare din bucătăria ashkenazi, lituaniană și belarusă. Cartofii prăjiți germani și diverse versiuni de salată de cartofi fac parte din bucătăria germană. Bauernfrühstück (literal micul dejun fermier) este un fel de mâncare germană caldă făcută din cartofi prăjiți, ouă, șuncă și legume.

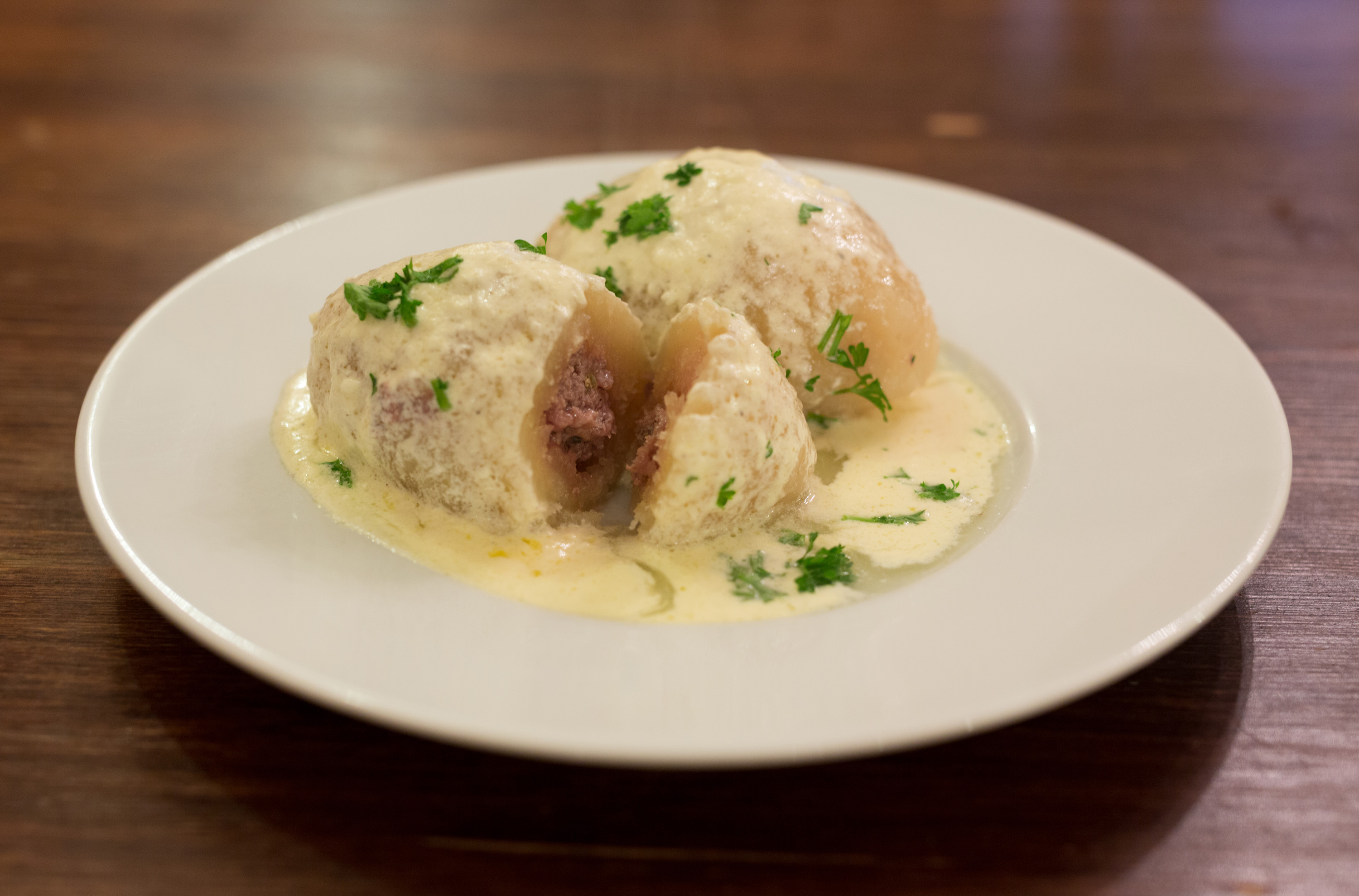
Cepelinai

Cepelinai este felul de mâncare național al Lituaniei. Sunt un tip de găluște făcute din cartofi cruzi rași fierți în apă și de obicei umpluți cu carne tocată, deși uneori se folosește brânză de vaci uscată (caș) sau ciuperci.

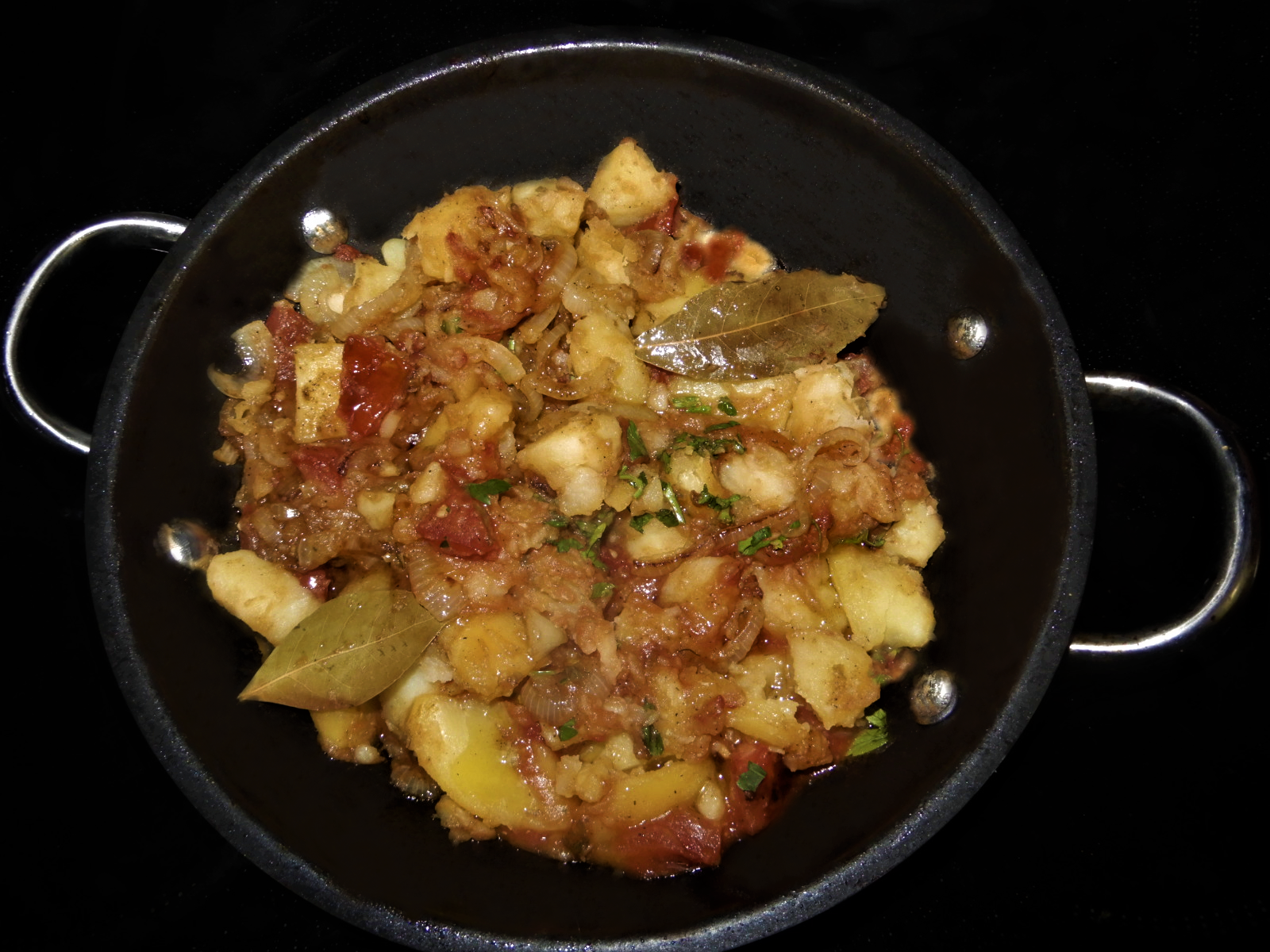
Iahnie de cartofi românească

În România, pe langă cartofii prajiti, piure, copți sau fierți (natur), se mai servește și iahnie de cartofi
În Europa de Vest, în special în Belgia, cartofii tăiați sunt prăjiți pentru a crea frieten, cartofii prăjiți francezi originali. Stamppot, o masă tradițională olandeză, se bazează pe piure de cartofi amestecat cu legume.
În Franța, cel mai notabil fel de mâncare din cartofi este hachis Parmentier, numit după Antoine-Augustin Parmentier, un farmacist, nutriționist și agronom francez care, la sfârșitul secolului al XVIII-lea, a jucat un rol esențial în acceptarea cartofului ca cultură comestibilă în Franța. Pâté aux pommes de terre este un preparat regional din cartofi din regiunile centrale Allier și Limousin. Gratin dauphinois, format din cartofi copți felii subțiri cu smântână sau lapte, și tartiflette, cu brânză Reblochon, sunt de asemenea feluri de mâncare răspândite.
În nordul Italiei, în special, în regiunea Friuli din nord-est, cartofii servesc la prepararea unui tip de paste numite gnocchi. În mod similar, cartofii gătiți și piureul sau făina de cartofi pot fi folosite în Knödel sau găluște adăugate la feluri de mâncare din carne în toată Europa Centrală și de Est, dar mai ales în Bavaria și Luxemburg. 
Cartofii formează unul dintre ingredientele principale în multe supe, cum ar fi vichyssoise și supa albaneză de cartofi și varză. În vestul Norvegiei, komle este popular. 
Clătitele cu cartofi sunt populare în toată Europa Centrală și sunt cunoscute și în Scandinavia și în bucătăria evreiască.
Un fel de mâncare tradițional din Insulele Canare este cartofii încrețiți sau papas arrugadas. Tortilla de patatas (omleta de cartofi) și patatas bravas (un fel de mâncare din cartofi prăjiți într-un sos de roșii picant) sunt constituenți aproape universali ai tapas-ului spaniol.

### America de Nord
În SUA, cartofii au devenit una dintre cele mai consumate culturi și, astfel, au o varietate de metode de preparare și condimente. Cartofii prăjiți și adesea hash browns se găsesc în mod obișnuit în localurile și cantinele tipice americane de tip fast-food. Unul dintre preferatele populare este un cartof copt cu brânză cheddar (sau smântână și ceapă pitică perenă ) deasupra, iar în New England „cartofii zdrobiți” (o variantă mai consistentă a piureului de cartofi, păstrând coaja) au o mare popularitate. Fulgii de cartofi sunt populari ca o varietate instantanee de piure de cartofi, care se reconstituie în piure de cartofi prin adăugarea de apă, cu unt sau ulei și sare după gust. Un fel de mâncare regional din centrul New York-ului, cartofii sărați sunt cartofi noi de mărimea unei mușcături fierți în apă saturată cu sare, apoi serviți cu unt topit. La cinele mai formale, o practică obișnuită include cartofi roșii mici, feliați și prăjiți într-o tigaie de fier. În rândul evreilor americani, practica consumului de latkes (clătite cu cartofi prăjiți) este obișnuită în timpul festivalului Hanukkah.

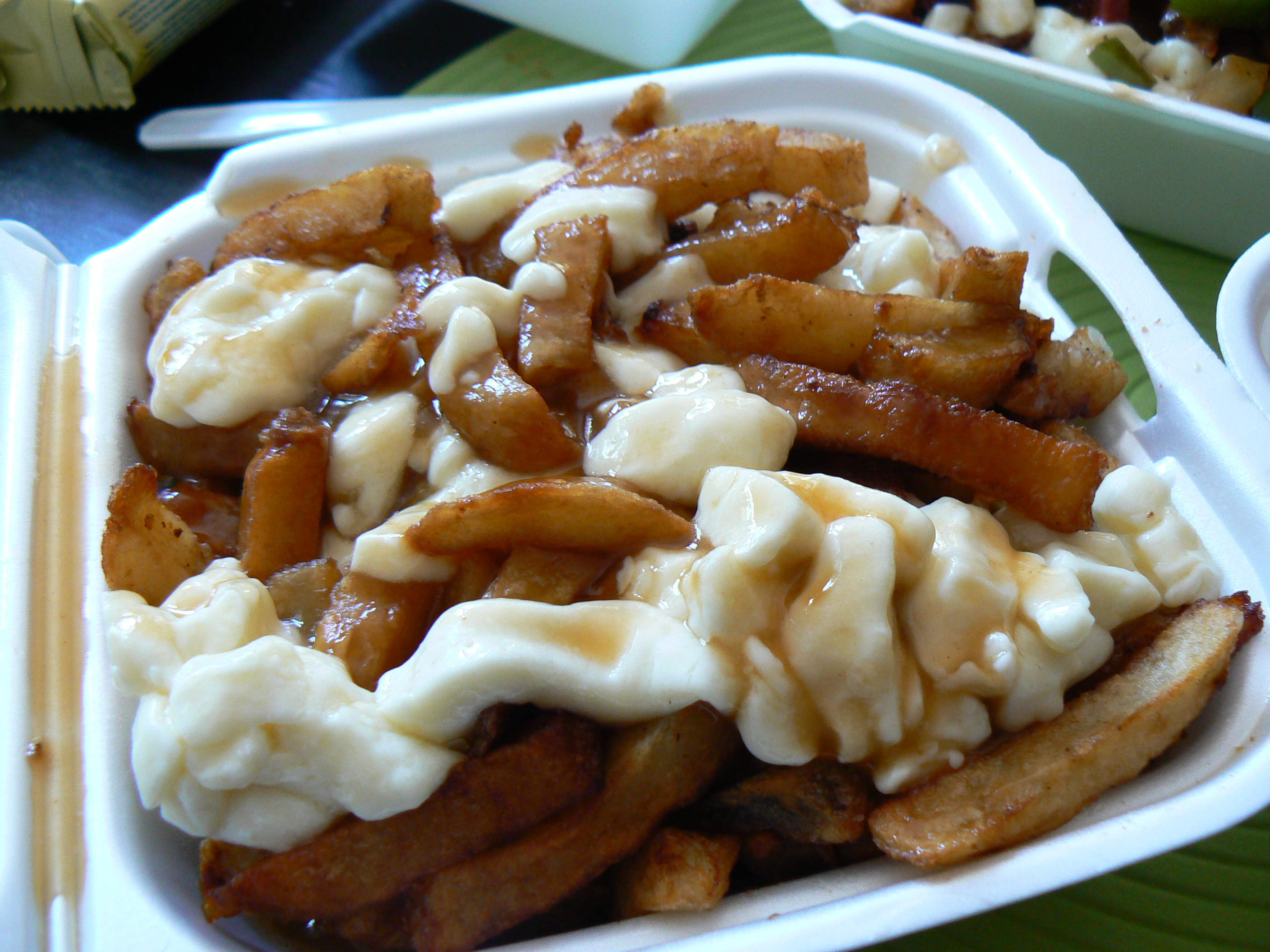
Poutine, un fel de mâncare canadian din cartofi prăjiți, caș de brânză și sos

Un preparat tradițional acadian din New Brunswick este cunoscut sub numele de poutine râpée. Poutine acadiană este o minge de cartofi ras și piure, sărat, uneori umplut cu carne de porc în centru și fiert. Rezultatul este o minge umedă de dimensiunea unei mingi de baseball. Se consumă de obicei cu sare și piper sau zahăr brun. Se crede că provine din Klöße germană, pregătită de primii coloniști germani care au trăit printre acadieni. Poutine-ul canadian, în schimb, este o porție consistentă de cartofi prăjiți, caș de brânză proaspătă și sos fierbinte. Urmărindu-și originile în Quebec în anii 1950, a devenit un fel de mâncare răspândit și popular în toată Canada.

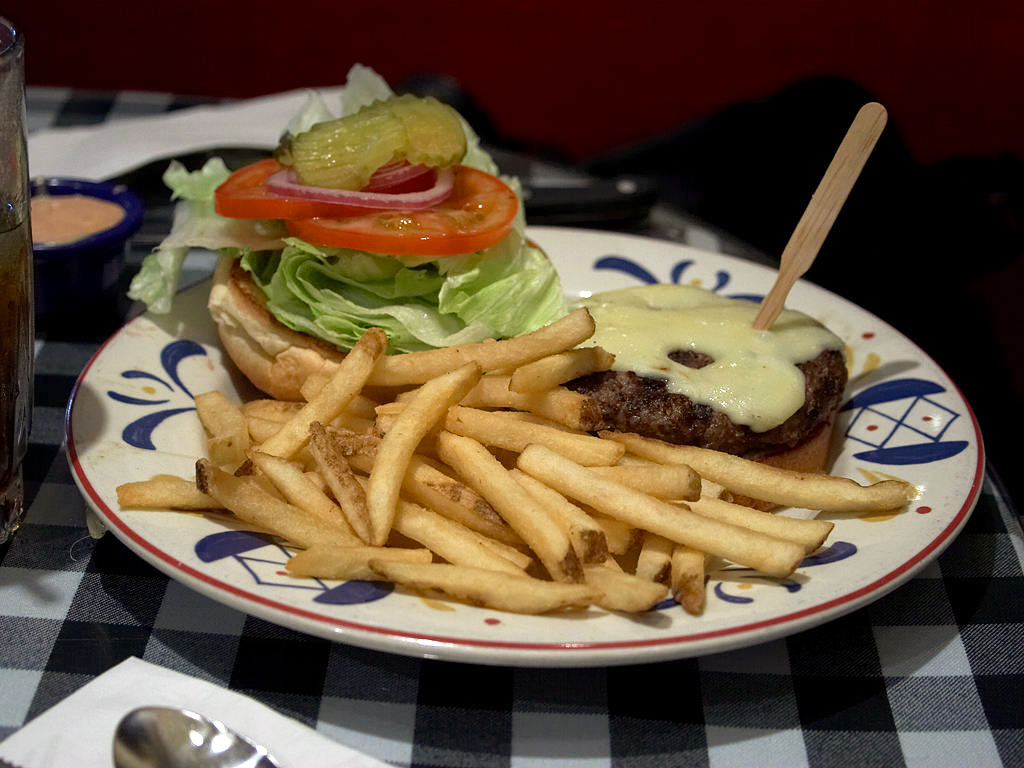
Cartofi prăjiți serviți cu un hamburger

În SUA, cartofii Idaho pot fi de categoria nr. 1, adică de cea mai înaltă calitate, sau numărul 2, cu  o calitate mai scăzută datorită aspectului lor (de exemplu, pete sau vânătăi, capete ascuțite). Evaluarea densității cartofilor poate fi efectuată prin plutirea acestora în saramură. Cartofii cu densitate mare sunt de dorit în producția de piure de cartofi deshidratat, chipsuri de cartofi și cartofi prăjiți.

### Asia de Sud
În Asia de Sud, cartoful este un aliment de bază tradițional foarte popular. În India, cele mai populare feluri de mâncare din cartofi sunt aloo ki sabzi, batata vada și samosa, care este un piure de cartofi picant amestecat cu o cantitate mică de legume umplute în aluat conic și prăjite. Cartofii sunt, de asemenea, un ingredient major ca produse fast-food, cum ar fi aloo chaat, unde sunt prăjiți și serviți cu chutney. În nordul Indiei, alu dum și alu paratha sunt o parte preferată a dietei; primul este un curry picant de cartof fiert, al doilea este un tip de chapati umplut.

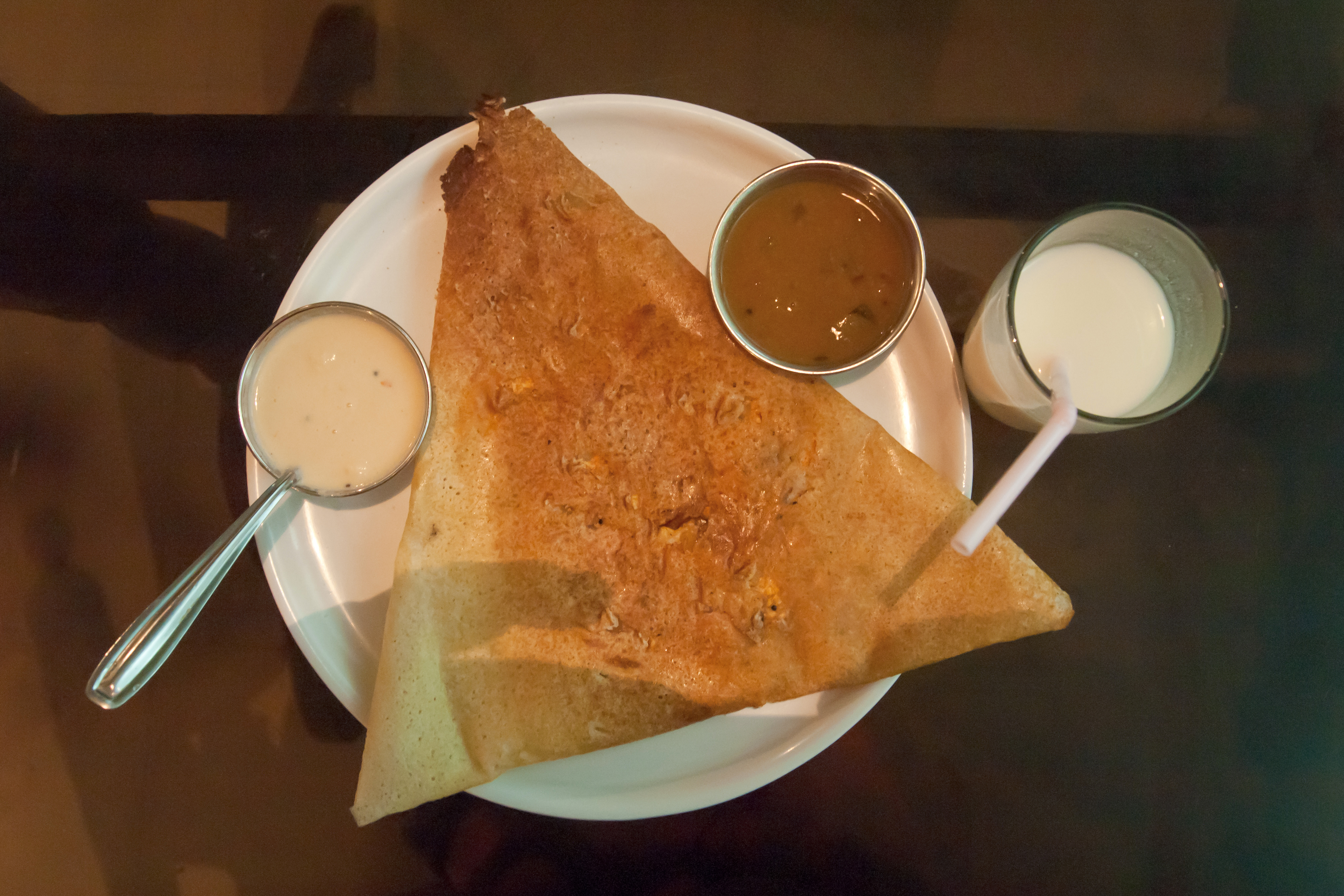
Masala dosa

Un fel de mâncare numit masala dosa din sudul Indiei este remarcabil în toată India. Este o clătită subțire de orez și aluat de fasole, rulată peste cartofi picanți și mâncată cu sambhar și chutney. Poori din sudul Indiei, în special în Tamil Nadu, este aproape întotdeauna servit cu masal de cartofi zdrobiți. Alte feluri de mâncare preferate sunt alu tikki și pakoda.

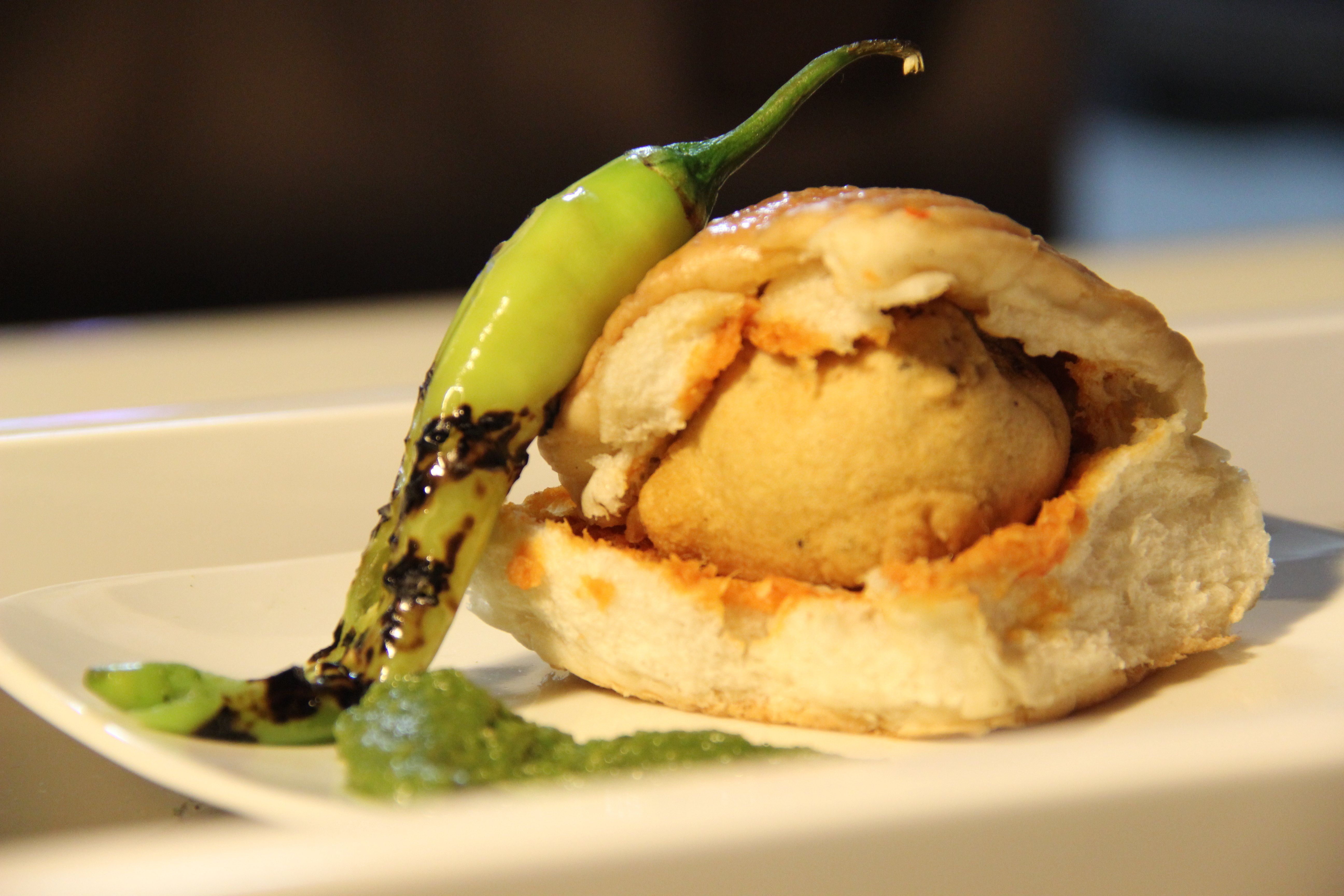
Vada pav cu chilli

Vada pav este un fel de mâncare fast-food vegetarian popular în Mumbai și în alte regiuni din Maharashtra din India.
Aloo posto (un curry cu cartofi și semințe de mac) este popular în India de Est, în special în Bengal. Deși cartofii nu sunt originari din India, ei au devenit o parte vitală a alimentelor în toată țara, în special preparatele alimentare din India de Nord. În Tamil Nadu, acest tubercul a căpătat un nume pe baza aspectului său, „urulai-k-kizhangu” (உருளைக் கிழங்கு), adică tubercul cilindric.
Aloo gosht, curry de cartofi și carne, este unul dintre mâncărurile populare în Asia de Sud, în special în Pakistan.

### Asia de Est
În Asia de Est, în special în Asia de Sud-Est, orezul este de departe cultura predominantă de amidon, cartofii fiind o cultură secundară, în special în China și Japonia. Cu toate acestea, cartoful este folosit în nordul Chinei, unde orezul nu este ușor de cultivat, un fel de mâncare popular fiind 青椒土豆丝</link>( qīng jiāo tǔ dòu sī ), făcut cu piper verde, oțet și felii subțiri de cartofi. În timpul iernii, vânzătorii de pe marginea drumurilor din nordul Chinei vând și cartofi prăjiți. De asemenea, se regăsește ocazional în bucătăria coreeană și thailandeză.

### Alte utilizări
Cartofii sunt folosiți și în alte scopuri decât consumul de către oameni, de exemplu:
- Cartofii sunt folosiți pentru a prepara băuturi alcoolice, cum ar fi vodca, poitín sau akvavit.
- De asemenea, sunt folosiți ca furaj pentru animale. Cartofii pentru animale, considerați prea mici sau pătați pentru a fi vânduți sau comercializați pentru uz uman, dar potriviți pentru utilizarea furajelor, pot fi depozitați în coșuri până la utilizare sau uneori însilozați.[105] Unii fermieri preferă să aburească decât să îi dea cruzi animalelor.
- Amidonul din cartofi este folosit în industria alimentară ca agent de îngroșare și liant pentru supe și sosuri, în industria textilă ca adeziv și pentru fabricarea hârtiei și plăcilor.[106][107]
- Cartofii sunt folosiți în mod obișnuit în cercetarea plantelor. Țesutul parenchimului consistent, natura clonală a plantei și activitatea metabolică scăzută îl fac un țesut model ideal pentru experimente privind studiile de răspuns la rană și transportul de electroni.
- Cartofii au fost livrați cu mesaje personalizate ca noutate. Serviciile de livrare de cartofi includ Potato Parcel și Mail A Spud.[108]

## În cultura populară

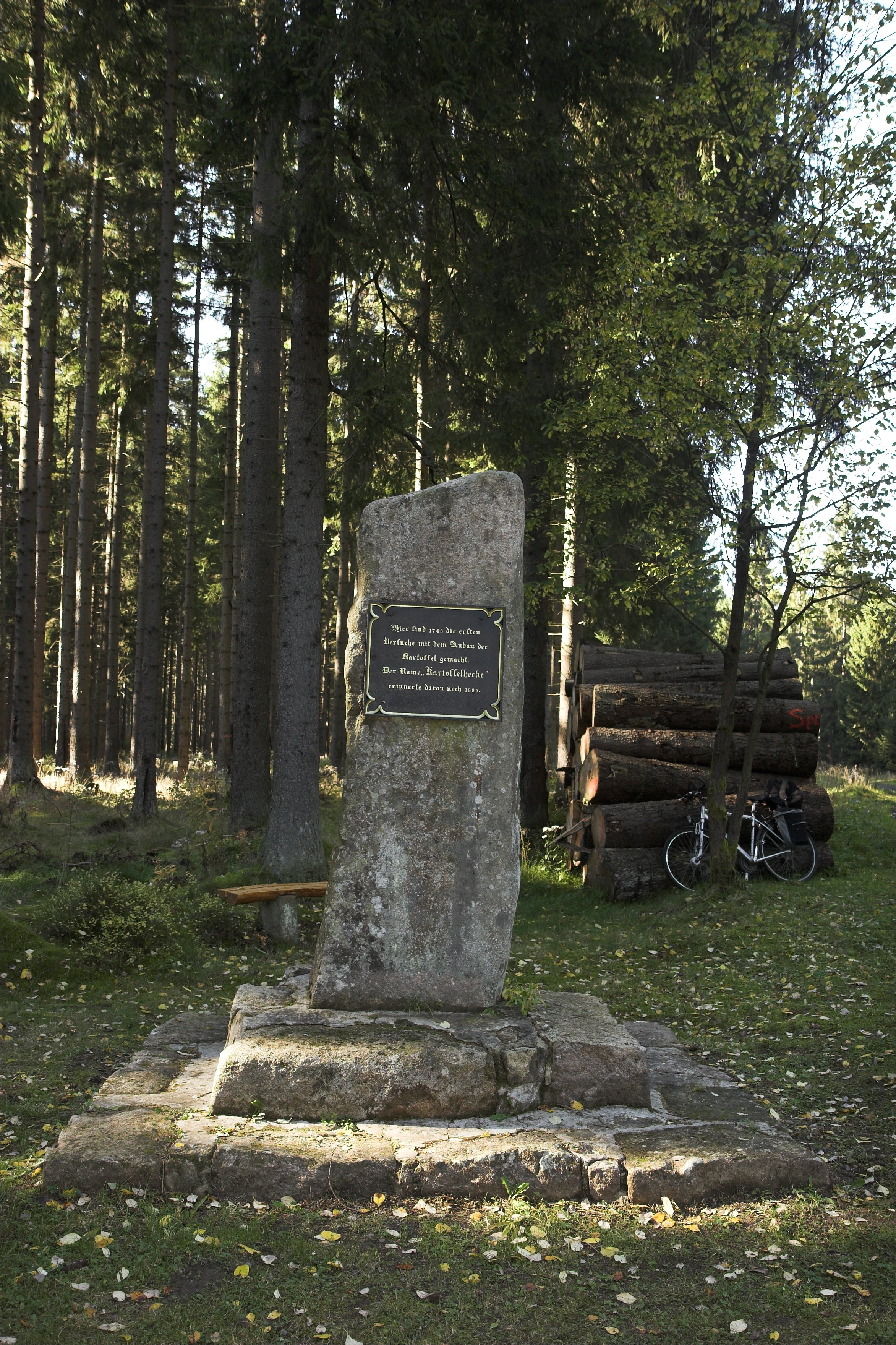
Monumentul cartofului lângă Braunlage, Germania, comemorează cultivarea cartofilor în Munții Harz inițiată de Johann Georg von Langen

Cartoful este des întâlnit în literatură, film, muzică sau alte arte.
Cartoful a fost o cultură esențială în Anzi încă din epoca precolumbiană. Cultura Moche din nordul Peru a făcut ceramică din pământ, apă și foc. Această ceramică era considerată sacră, cu forme semnificative și folosită pentru a reprezenta teme importante. Cartofii sunt reprezentați atât antropomorfic, cât și natural.

### Pictură

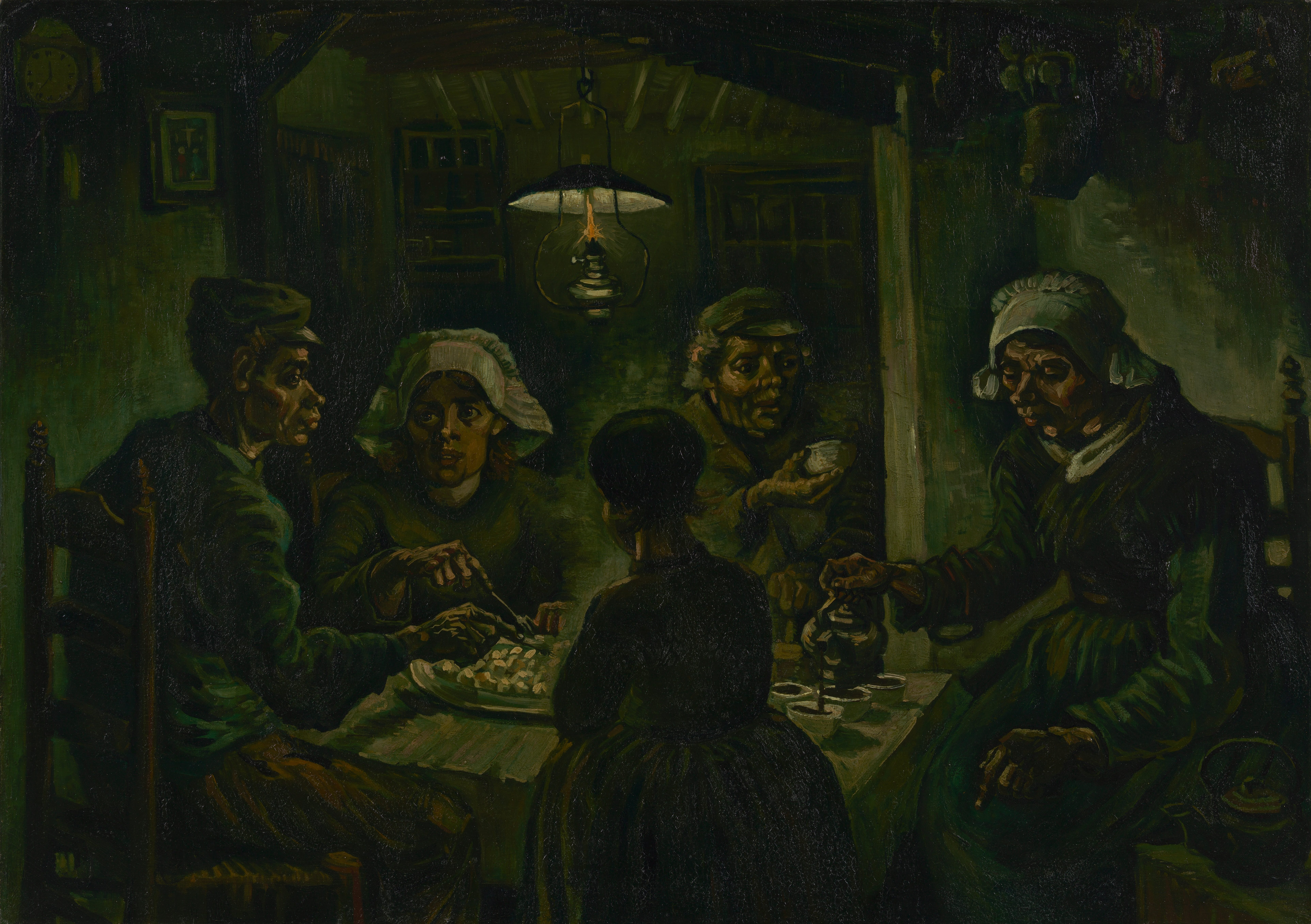
Mâncătorii de Cartofi, pictură de Vincent van Gogh, 1885, Muzeul Van Gogh

La sfârșitul secolului al XIX-lea, în arta europeană au apărut numeroase imagini cu recoltarea cartofilor, inclusiv lucrările lui Willem Witsen și Anton Mauve.
Pictura din 1885 a lui Van Gogh The Potato Eaters înfățișează o familie care mănâncă cartofii cu aceleași mâini cu care i-au plantat și cules, deci „meritând” cartofii. Van Gogh a spus că vrea să-i înfățișeze pe țărani așa cum sunt ei cu adevărat. A ales în mod deliberat modele grosolane și urâte, crezând că vor apărea  naturale și nealterate.
Recolta de cartofi a lui Jean-François Millet îi înfățișează pe țăranii care lucrează în câmpiile dintre Barbizon și Chailly. Prezintă o temă reprezentativă a luptei țăranilor pentru supraviețuire. 

### Film
Pui, cartofi prăjiți și-o cola este un film românesc de scurt metraj din 2012 regizat de Emanuel Pârvu. 

### Literatură
Numeroase poezii au ca subiect cartoful, precum:
- Recolta de cartofi de Johann Heinrich Voß din 1794[112]
- Märkische Nationalhymne de Hoffmann von Fallersleben[113]
- Cântecul cartofiilor de poetul Ludwig Eichrodt[114]

### Anul cartofului
În urma unei Adunării Generale a ONU, anul 2008 a fost declarat drept Anul Internațional al Cartofului.
Misiunea Anului Internațional al Cartofii este de a crește gradul de conștientizare cu privire la importanța cartofului ca aliment în țările în curs de dezvoltare, de a promova cercetarea și dezvoltarea sistemelor bazate pe cartofi și de a contribui astfel la atingerea Obiectivelor de Dezvoltare ale Mileniului ale Națiunilor Unite. Cartoful are un potențial semnificativ de a ajuta la combaterea malnutriției.
Pentru a marca Anul Cartofului, Poșta Elvețiană a emis un timbru poștal special în valoare de 85 de cenți pe 4 martie 2008.

### Monumente și muzee

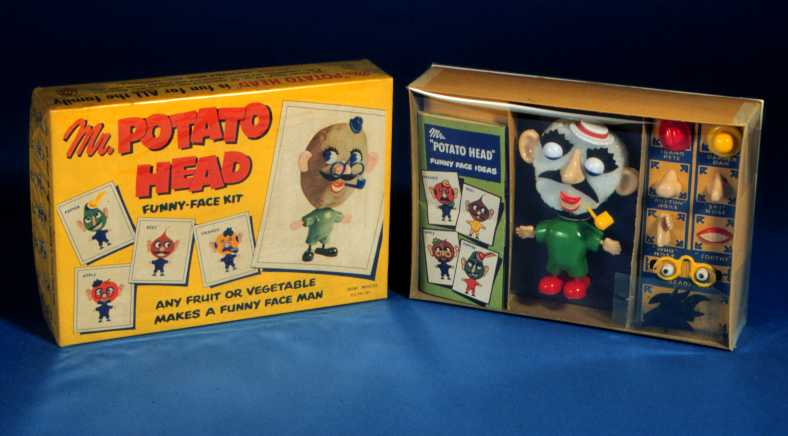
Mr. Potato Head, 1952

- În Belgia există un muzeu despre cartofi. Printre exponatele sale se numără mii de articole despre istoria cartofilor - de la timbrele poștale cu imaginea lui la faimoasele picturi pe aceeași temă (Mâncătorii de cartofi a lui Van Gogh).
- În orașul Mariinsk, regiunea Kemerovo, monumentul Cartof a fost deschis în 2008.

### Jucării
Inventată în 1949 și comercializată și vândută comercial de Hasbro în 1952, Mr. Potato Head (Dl. Cap-de-cartof) este o jucărie americană care constă dintr-un cartof din plastic și părți din plastic atașabile, cum ar fi urechi și ochi, pentru a face o față. A fost prima jucărie căreia i s-a făcut reclamă la televizor.